# Schnellfahrstrecke Nürnberg–Ingolstadt
| |                                                                             |                             |                             |
| Streckennummer (DB): | 5934                                                                        |                             |                             |
| Kursbuchstrecke (DB): | 900 (Regionalverkehr Nürnberg–München) 900.1 (Fernverkehr München–Würzburg) |                             |                             |
| Streckenlänge: | 77,572 km                                                                   |                             |                             |
| Spurweite: | 1435 mm (Normalspur)                                                        |                             |                             |
| Streckenklasse: | D4                                                                          |                             |                             |
| Stromsystem: | 15 kV 16,7 Hz ~                                                             |                             |                             |
| Maximale Neigung: | 20 ‰                                                                        |                             |                             |
| Minimaler Radius: | 4085 m                                                                      |                             |                             |
| Streckengeschwindigkeit: | 300 km/h                                                                    |                             |                             |
| Zugbeeinflussung: | PZB, LZB                                                                    |                             |                             |
| Zweigleisigkeit: | durchgehend                                                                 |                             |                             |
| |                                                                             |                             |                             |
| \| \| \| von Nürnberg Hbf \| \| \| \| \| von Nürnberg Rangierbahnhof \| \| \| \| 9,440 \| Nürnberg Reichswald (Abzw) \| Nürnberg Reichswald (Abzw) \| \| \| \| nach Regensburg Hbf \| \| \| \| ~10,600 \| Bundesautobahn 6 \| Bundesautobahn 6 \| \| \| ~11,200 \| Nürnberg–Regensburg \| Nürnberg–Regensburg \| \| \| ~12,000 \| Feucht–Wendelstein \| Feucht–Wendelstein \| \| \| ~15,000 \| Schwarzachtalbrücke (104 m) \| Schwarzachtalbrücke (104 m) \| \| \| ~15,500 \| Bundesautobahn 73 \| Bundesautobahn 73 \| \| \| 25,447 \| Allersberg (Rothsee) \| 390 m \| \| \| 29,002 \| Göggelsbuchtunnel (2287 m) \| Göggelsbuchtunnel (2287 m) \| \| \| ~33,600 \| Main-Donau-Kanal (141 m) \| Main-Donau-Kanal (141 m) \| \| \| 40,537 \| Offenbautunnel (1333 m) \| Offenbautunnel (1333 m) \| \| \| ~43,000 \| Eichelbach \| Eichelbach \| \| \| ~43,200 \| Staatsstraße 2391 \| Staatsstraße 2391 \| \| \| 42,400 \| Bk Lohen \| Bk Lohen \| \| \| ~45,900 \| Thalach \| Thalach \| \| \| ~46,000 \| Staatsstraße 2227 \| Staatsstraße 2227 \| \| \| ~47,000 \| Roth–Greding \| Roth–Greding \| \| \| 49,154 \| Euerwangtunnel (7700 m) \| Euerwangtunnel (7700 m) \| \| \| ~57,700 \| Anlauter \| Anlauter \| \| \| 57,844 \| Schellenbergtunnel (650 m) \| Schellenbergtunnel (650 m) \| \| \| ~58,800 \| Eichstätt–Beilngries \| Eichstätt–Beilngries \| \| \| 58,929 \| Kinding (Altmühltal) \| 375 m \| \| \| 59,400 \| Altmühl (79 m) \| Altmühl (79 m) \| \| \| 59,564 \| Irlahülltunnel (7260 m) \| Irlahülltunnel (7260 m) \| \| \| 67,579 \| Denkendorftunnel (1925 m) \| Denkendorftunnel (1925 m) \| \| \| 76,019 \| Stammhamtunnel (1320 m) \| Stammhamtunnel (1320 m) \| \| \| 78,112 \| Geisbergtunnel (3289 m) \| Geisbergtunnel (3289 m) \| \| \| 85,023 \| Auditunnel (1070 m) \| Auditunnel (1070 m) \| \| \| \| von Treuchtlingen \| \| \| \| 87,012 \| Ingolstadt Nord \| Ingolstadt Nord \| \| \| \| nach München Hbf \| \| \| \| \| \| \| \| Quellen: [1][2][3] \| \| \| \| |                                                                             |                             |                             |
| Strecke |                                                                             | von Nürnberg Hbf            | von Nürnberg Hbf            |
| Abzweig geradeaus und von rechts |                                                                             | von Nürnberg Rangierbahnhof | von Nürnberg Rangierbahnhof |
| Blockstelle | 9,440                                                                       | Nürnberg Reichswald (Abzw)  | Nürnberg Reichswald (Abzw)  |
| Abzweig geradeaus und nach links |                                                                             | nach Regensburg Hbf         | nach Regensburg Hbf         |
| Strecke mit Straßenbrücke | ~10,600                                                                     | Bundesautobahn 6            | Bundesautobahn 6            |
| Kreuzung geradeaus oben | ~11,200                                                                     | Nürnberg–Regensburg         | Nürnberg–Regensburg         |
| Kreuzung (Querstrecke außer Betrieb) | ~12,000                                                                     | Feucht–Wendelstein          | Feucht–Wendelstein          |
| Brücke über Wasserlauf | ~15,000                                                                     | Schwarzachtalbrücke (104 m) | Schwarzachtalbrücke (104 m) |
| Strecke mit Straßenbrücke | ~15,500                                                                     | Bundesautobahn 73           | Bundesautobahn 73           |
| Bahnhof | 25,447                                                                      | Allersberg (Rothsee)        | 390 m                       |
| Tunnel | 29,002                                                                      | Göggelsbuchtunnel (2287 m)  | Göggelsbuchtunnel (2287 m)  |
| Brücke über Wasserlauf | ~33,600                                                                     | Main-Donau-Kanal (141 m)    | Main-Donau-Kanal (141 m)    |
| Tunnel | 40,537                                                                      | Offenbautunnel (1333 m)     | Offenbautunnel (1333 m)     |
| Brücke über Wasserlauf | ~43,000                                                                     | Eichelbach                  | Eichelbach                  |
| Strecke mit Straßenbrücke | ~43,200                                                                     | Staatsstraße 2391           | Staatsstraße 2391           |
| Blockstelle | 42,400                                                                      | Bk Lohen                    | Bk Lohen                    |
| Brücke über Wasserlauf | ~45,900                                                                     | Thalach                     | Thalach                     |
| Strecke mit Straßenbrücke | ~46,000                                                                     | Staatsstraße 2227           | Staatsstraße 2227           |
| Kreuzung (Querstrecke außer Betrieb) | ~47,000                                                                     | Roth–Greding                | Roth–Greding                |
| Tunnel | 49,154                                                                      | Euerwangtunnel (7700 m)     | Euerwangtunnel (7700 m)     |
| Brücke über Wasserlauf | ~57,700                                                                     | Anlauter                    | Anlauter                    |
| Tunnel | 57,844                                                                      | Schellenbergtunnel (650 m)  | Schellenbergtunnel (650 m)  |
| Kreuzung (Querstrecke außer Betrieb) | ~58,800                                                                     | Eichstätt–Beilngries        | Eichstätt–Beilngries        |
| Bahnhof | 58,929                                                                      | Kinding (Altmühltal)        | 375 m                       |
| Brücke über Wasserlauf | 59,400                                                                      | Altmühl (79 m)              | Altmühl (79 m)              |
| Tunnel | 59,564                                                                      | Irlahülltunnel (7260 m)     | Irlahülltunnel (7260 m)     |
| Tunnel | 67,579                                                                      | Denkendorftunnel (1925 m)   | Denkendorftunnel (1925 m)   |
| Tunnel | 76,019                                                                      | Stammhamtunnel (1320 m)     | Stammhamtunnel (1320 m)     |
| Tunnel | 78,112                                                                      | Geisbergtunnel (3289 m)     | Geisbergtunnel (3289 m)     |
| Tunnel | 85,023                                                                      | Auditunnel (1070 m)         | Auditunnel (1070 m)         |
| Abzweig geradeaus und von rechts |                                                                             | von Treuchtlingen           | von Treuchtlingen           |
| Bahnhof | 87,012                                                                      | Ingolstadt Nord             | Ingolstadt Nord             |
| Strecke |                                                                             | nach München Hbf            | nach München Hbf            |
| |                                                                             |                             |                             |
| Quellen: |                                                                             |                             |                             |

Die Schnellfahrstrecke Nürnberg–Ingolstadt ist eine zweigleisige deutsche Eisenbahn-Schnellfahrstrecke für den Personenfernverkehr. Sie zweigt am Abzweig Nürnberg Reichswald von der Bahnstrecke Regensburg–Nürnberg ab und führt parallel zur Bundesautobahn 9 nach Ingolstadt, wo sie im Bahnhof Ingolstadt Nord in die Bahnstrecke München–Treuchtlingen einmündet.
Die Trasse ist eine Verlängerung des Verkehrsprojektes Deutsche Einheit Nr. 8 von Berlin über Halle/Leipzig und Erfurt nach Nürnberg. Sie ist der wichtigste Teil der insgesamt 171 km langen Neu- und Ausbaustrecke Nürnberg–Ingolstadt–München zwischen Nürnberg und München. Sie ist ferner Teil des Skandinavien-Mittelmeer-Kernnetzkorridors bzw. des früheren Prioritätsprojektes Nr. 1 (Berlin–Verona–Palermo) der Transeuropäischen Netze.
Die feierliche Einweihung der Strecke erfolgte am 13. Mai 2006. Am 28. Mai 2006 begann ein Vorlaufbetrieb mit Fernverkehrszügen. Die vollständige Inbetriebnahme erfolgte zum 10. Dezember 2006; gleichzeitig startete auch der Regionalverkehr. Die Fahrzeit zwischen Nürnberg und München verkürzte sich im Fernverkehr um rund eine halbe Stunde auf bis zu 62 Minuten, im Regionalverkehr um etwa eine Stunde auf rund 105 Minuten.

## Verlauf

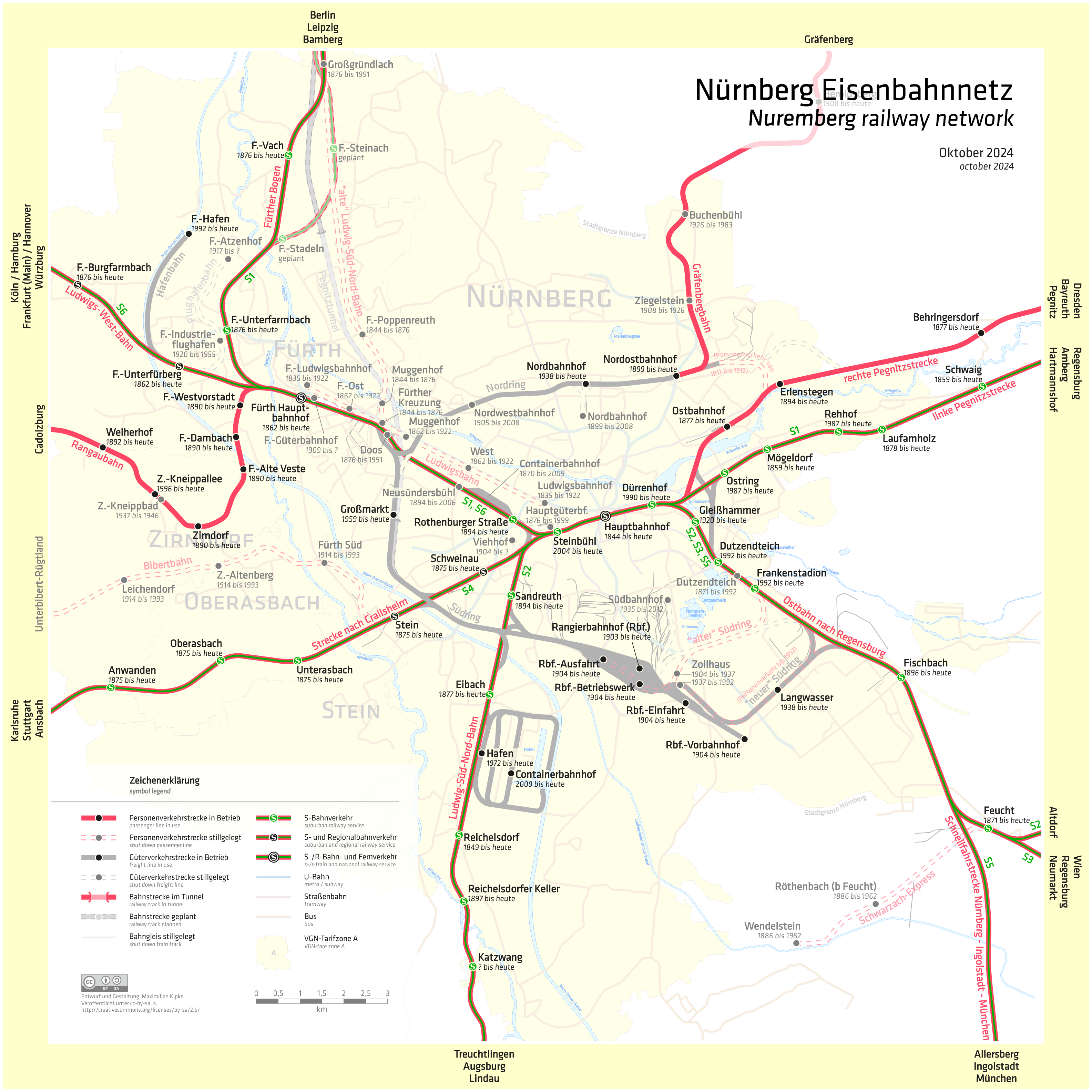
Die Strecke löst sich bei Feucht (rechter unterer Bildrand) von der Bestandsstrecke Nürnberg–Regensburg.

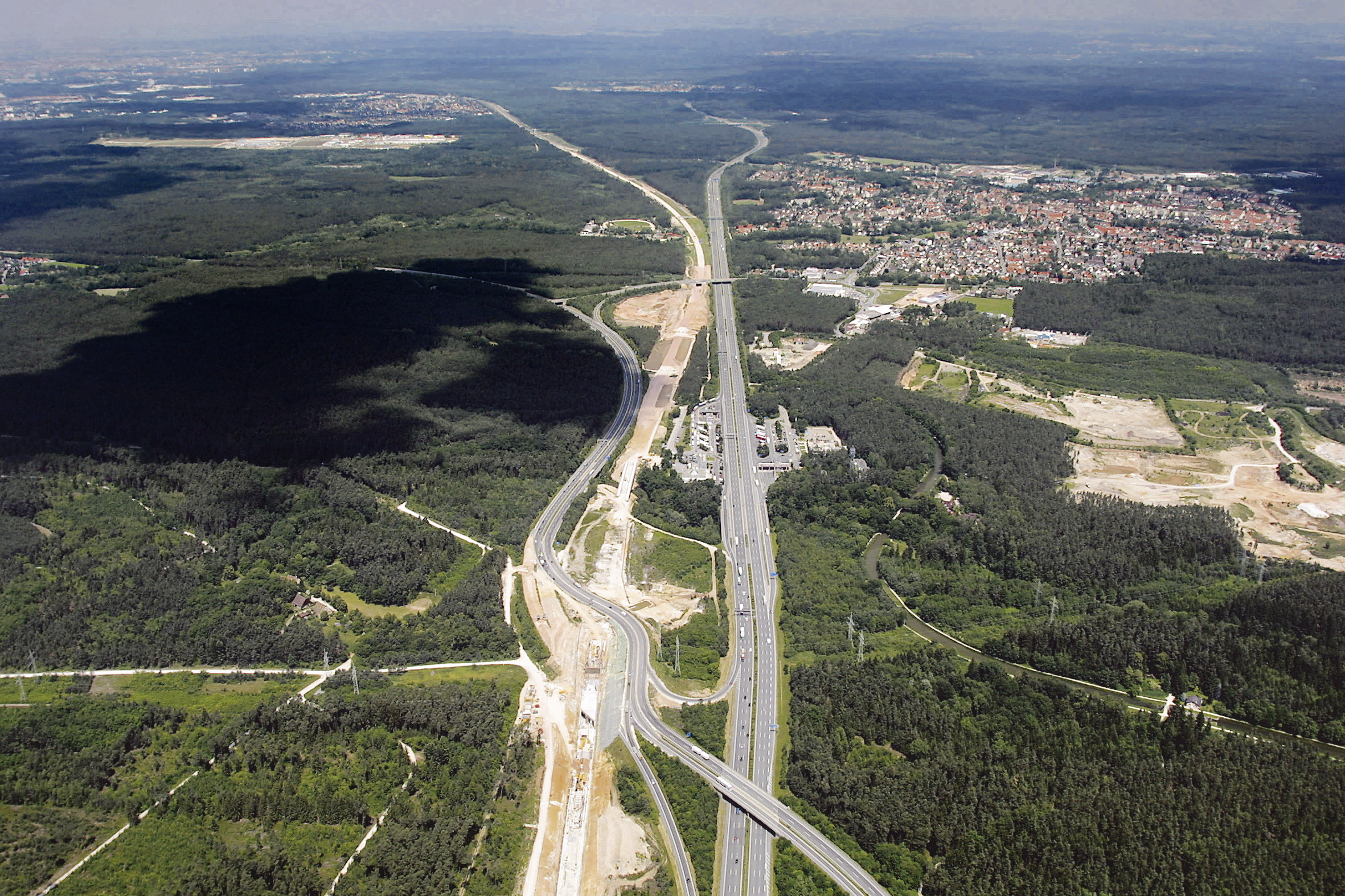
Die Neubaustrecke schwenkt aus Nürnberg (oben links) kommend bei Feucht in eine Parallellage zwischen A 73 (links) und der A 9 (rechts) ein. Diese Aufnahme entstand während der Erdbauarbeiten (2001).

Der 77,4 km lange Neubauabschnitt wurde in weiten Teilen parallel zur Bundesautobahn 9 trassiert, um möglichst wenig Landschaft zu zerschneiden. Aufgrund der Verkehrswegebündelung zur A 9 waren aufwendige neun Tunnel mit einer Gesamtlänge von 27 Kilometern erforderlich – fast ein Drittel der neuen Trasse. Der 7,7 Kilometer lange Euerwangtunnel sowie der 7,3 Kilometer lange Irlahülltunnel zählen dabei zu den längsten deutschen Tunnelbauwerken. Darüber hinaus wurden 82 Überführungen von Eisenbahn und Straßen errichtet, darunter fünf größere Eisenbrücken, sowie etwa 80 Durchlässe (Durchmesser unter 2 m). Die mit 305 Meter längste Straßenbrücke der Neubaustrecke überspannt bei Großhöbing die Neubaustrecke, die Schwarzach und die A 9.
Das durchgängig verschweißte Gleis wurde auf einer Festen Fahrbahn (km 11,5–86,6) aus 120 Meter langen Schienenstücken hergestellt. Auf insgesamt 69,4 Kilometer Länge sind die Gleisanlagen für eine Höchstgeschwindigkeit von 300 km/h ausgelegt. Dadurch verkürzt sich die Fahrzeit zwischen Nürnberg und Ingolstadt im Fernverkehr von 66 Minuten auf rund eine halbe Stunde. Mit den Bahnhöfen Allersberg (Rothsee) und Kinding (Altmühltal) wurden zwei neue Regionalbahnhöfe errichtet. Während Nahverkehrszüge über Weichen Bahnsteiggleise anfahren, kann der Fernverkehr die Stationen ohne Geschwindigkeitsreduzierung durchfahren.

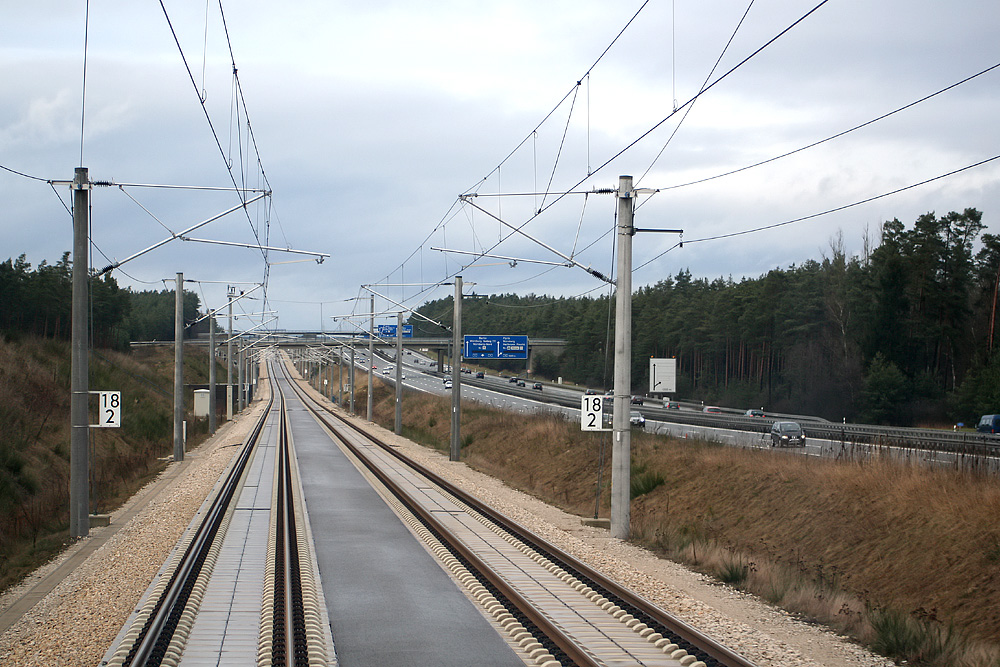
Verkehrswegebündelung von Schnellfahrstrecke und A 9

Züge vom Hauptbahnhof Nürnberg zur Neubaustrecke befahren die ausgebaute Altstrecke Nürnberg–Regensburg bis Nürnberg-Fischbach (9 Kilometer). Die Strecke verlässt den Nürnberger Hauptbahnhof in östlicher Richtung, überquert dabei die Bahnstrecke nach Eger und führt parallel zu den S-Bahn-Linien 1 und 3 am Stadion vorbei nach Nürnberg-Fischbach. An der Abzweigstelle Reichswald wird die Regensburger Linie dort über Schnellfahrweichen auf ein nun parallel führendes Gleis vom Rangierbahnhof Nürnberg ausgefädelt. In „gerader“ Richtung schließt sich die neu errichtete Strecke Richtung Ingolstadt an.

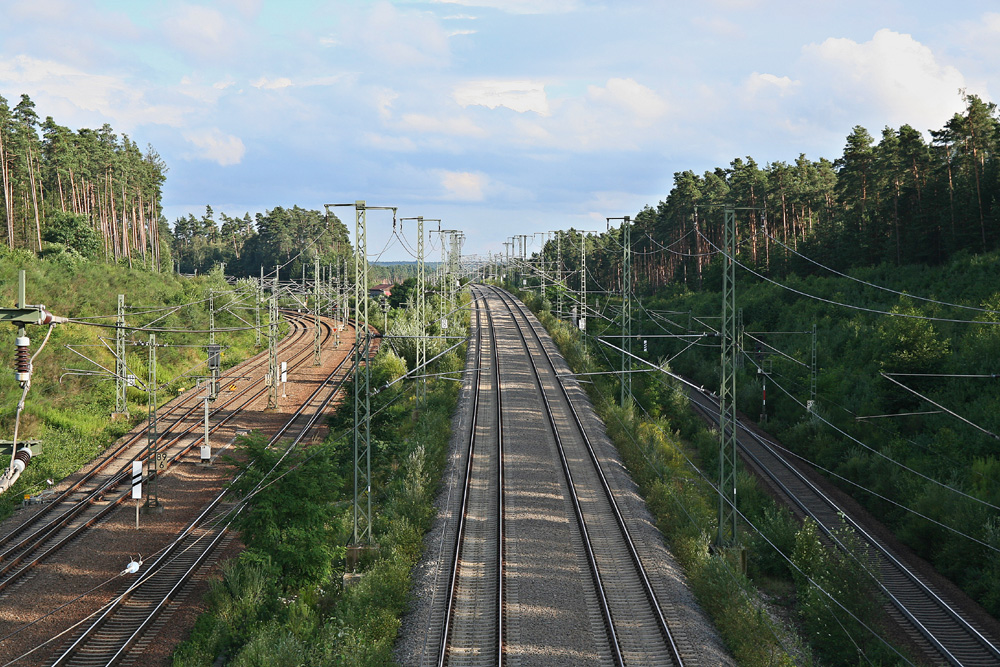
Strecke nahe dem Abzweig Reichswald. Die beiden Gleise in der Mitte führen nach Ingolstadt, die Gleise rechts und links davon nach Regensburg. Die beiden Gleise am linken Bildrand dienen der S-Bahn Nürnberg–Feucht–Altdorf.

Auf der Rampe des folgenden Überwerfungsbauwerks steigt die Neubaustrecke an und überquert höhenfrei das Richtungsgleis nach Regensburg. Während die Strecken Richtung Regensburg und Altdorf (S-Bahn) in einer Linkskurve den Bahnhof Feucht anfahren, führt die Schnellstrecke in einer leichten Rechtskurve in südlicher Richtung an der Gemeinde vorbei. Beim Strecken-km 13 trifft sie in einem Zwickel auf die westlich verlaufende Bundesautobahn 73 und östlich verlaufende Bundesautobahn 9. Die Strecke läuft über die Schwarzachtalbrücke über die Schwarzach und kurz darauf in einem Trogbauwerk unter dem Autobahndreieck Nürnberg/Feucht hindurch. Während die Bundesautobahn 73 hier endet, verläuft die Autobahn 9 für rund 35 Kilometer parallel zur Strecke.
Dem Ende des Nürnberger Reichswaldes folgen der Bahnhof Allersberg, der Tunnel Göggelsbuch, die Brücke über den Main-Donau-Kanal sowie der Offenbautunnel. Beim Streckenkilometer 46/47 endet die Parallellage von Autobahn und Bahnstrecke: Die Autobahn entfernt sich in östlicher Richtung Greding, während die Strecke in südwestlicher Richtung in den Euerwangtunnel eintritt; nach 7,7 Kilometern endet die Röhre. In einem kurzen Intermezzo passiert die Strecke im Freien das Tal der Anlauter, den Schellenbergtunnel (650 Meter) und das Altmühltal mit dem Bahnhof Kinding. Die Autobahn verläuft in diesem kurzen Bereich weiter östlich.
Im anschließenden Irlahülltunnel (7260 m) unterquert die Strecke die Autobahn und steigt danach um rund 115 Meter an. Im anschließenden Denkendorftunnel fällt die Gradiente kurzzeitig leicht ab, bevor die Strecke beim Kilometer 71 mit rund 500 Metern ihren absoluten Höhepunkt erreicht. Die Autobahn liegt in diesem Abschnitt westlich der Bahnstrecke und wird im anschließenden Stammhamtunnel erneut unterquert. Die Bahn löst sich von der Autobahn und taucht wenig später in den Geisbergtunnel ab. In Sichtweite der Ingolstädter Audiwerke verläuft die Strecke kurz parallel zur unmittelbar westlich gelegenen Ortsumgehungsstraße von Etting.
Der Schnellfahrabschnitt endet beim Kilometer 83,7, unmittelbar vor einer Kurve, die über eine Rampe in den Auditunnel einführt. Mit dem Ende dessen südlicher Rampe, in dem auch die Bahnsteige des Bahnhofs Ingolstadt Nord an der Schnellfahrstrecke liegen, endet der Neubauabschnitt. Die Gleise fädeln hier in die Bahnstrecke München–Treuchtlingen ein, die zwischen Nord- und Hauptbahnhof um ein drittes Gleis erweitert wurde. Nach Überquerung der Donau auf den Eisenbahnbrücken Ingolstadt erreicht die Strecke den Hauptbahnhof Ingolstadt.
Die Neubaustrecke führt weitgehend durch von Land- und Forstwirtschaft geprägtes Gebiet. Ökologisch besonders wertvolle Gebiete werden im Lorenzer Reichswald in Nürnberg, bei der Querung von Altmühl- und Anlautertal sowie im Köschinger Forst bei Ingolstadt durchschnitten. Die Gradiente der Strecke steigt von Nürnberg (330 m ü. NN) nach Ingolstadt (370 m ü. NN) an, mit einem Tiefpunkt im Altmühltal (375 m ü. NN, km 59) und Hochpunkten bei etwa km 35,5 (450 m ü. NN) und 71 (500 m ü. NN).

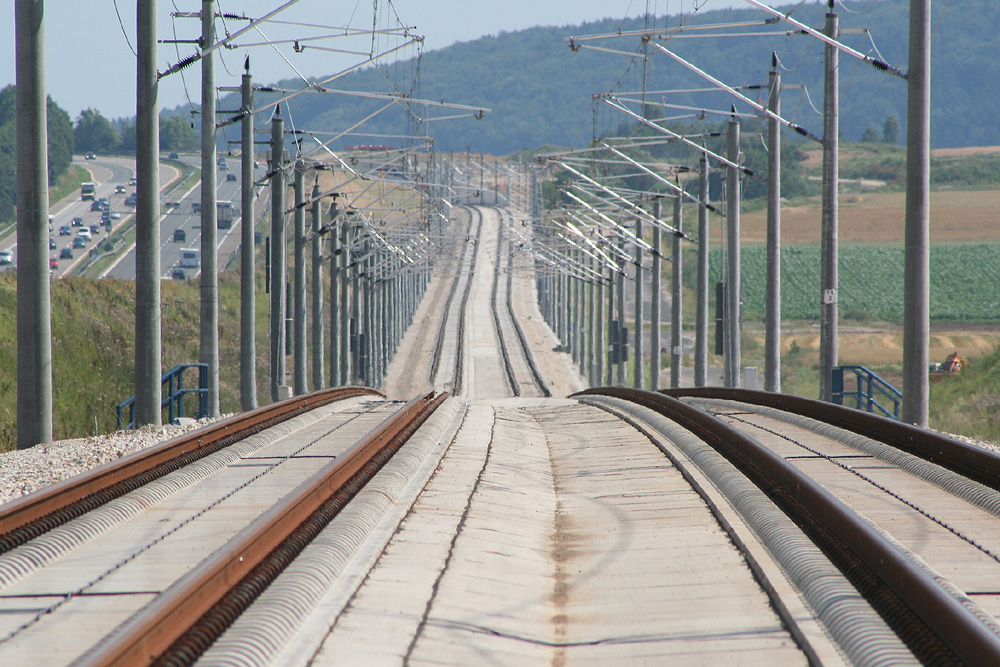
Die noch im Bau befindliche Strecke nahe dem Autohof Hilpoltstein. Gut zu erkennen ist die Steigung, die auf der Neubaustrecke maximal 20 Promille erreicht.

Die Gleisanlage wurde im Neubauabschnitt mit einer Gradiente von bis zu 20 Promille bei einer Überhöhung von bis zu 160 Millimetern sowie einem Überhöhungsfehlbetrag (bei 300 km/h) von 100 Millimeter trassiert. 20 Promille Längsneigung werden in neun Abschnitten von 600 bis 1815 Metern Länge (im Geisbergtunnel) erreicht. Die Bahndämme erreichen Höhen bis zu 16 Meter. 55 Prozent der Neubaustrecke liegen in Bögen, bei einem minimalen Bogenhalbmesser von 4085 Metern. Die Weichen ins Gegengleis in den Bahnhöfen sind abzweigend mit 130 km/h befahrbar, die der Bahnsteiggleise mit 100 km/h. Die Einrichtung einer Überleitstelle in Lohen (Streckenkilometer 42) war geplant, wurde jedoch später nur als Blockstelle realisiert. Der Querschnitt der Fahrtunnel liegt bei 92 Quadratmetern, der Gleisabstand bei 4,50 Metern.
Der Achsabstand zu der zwischen Kilometer 13 und 48 parallel laufenden Autobahn liegt zwischen 40 und 60 Metern.

## Geschichte

### Entwicklung der Bahnverbindung Nürnberg–München
Die erste durchgängige Bahnverbindung zwischen Nürnberg und München stand 1849 zur Verfügung. Die Teilstrecke Nürnberg–Augsburg führte dabei über den zwischen 1843 und 1849 errichteten Mittelabschnitt der Ludwigs-Süd-Nord-Bahn über Gunzenhausen, Nördlingen und Donauwörth nach Augsburg (170 Kilometer). Bereits 1840 war durch die München-Augsburger Eisenbahn-Gesellschaft die Bahnstrecke München–Augsburg (62 Kilometer) errichtet worden.
Die erste Linienführung über 232 Kilometer zwischen Nürnberg und München bedeutete einen Umweg von 82 Kilometern zur 149,6 Kilometer langen Luftlinie zwischen den Hauptbahnhöfen. Die Trassierung folgte der Wirtschaftsstruktur, Verkehrsnachfrage und politischen Zielen des 19. Jahrhunderts, bei knappem Kapital und begrenzten technischen Möglichkeiten. Für die für heutige Verhältnisse vergleichsweise langsamen Dampflokomotiven war eine Trassenführung, die sich in zahlreichen Bögen dem zumeist hügeligen Gelände anpasste, ausreichend. Bereits am 14. Mai 1863 betonte Ludwig Joseph Freiherr von Brück, Generaldirektor der Königlich Bayerischen Verkehrsanstalten, in einem Memorandum an König Maximilian II. Joseph die Notwendigkeit einer direkten Verbindung zwischen den beiden größten bayerischen Städten als „erstes und nächstes Bedürfnis“ und „naturgemäßer Anfang des ganzen Eisenbahnsystems“.
1867 wurde die Bahnstrecke München–Ingolstadt eröffnet und 1870 nach Treuchtlingen verlängert. Zwischen 1870 und 1906 nutzten Fernzüge zwischen München und Nürnberg (nun insgesamt 198 Kilometer) diese Strecken. Mit Inbetriebnahme der Bahnstrecke Donauwörth–Treuchtlingen wurde die Relation zwischen Nürnberg und Augsburg 1906 auf 137 Kilometer verkürzt, zwischen Nürnberg und München auf 199 km. Nach dieser Verkürzung wurde Augsburg wieder in den Nord-Süd-Verkehr einbezogen.

### Ausgangssituation

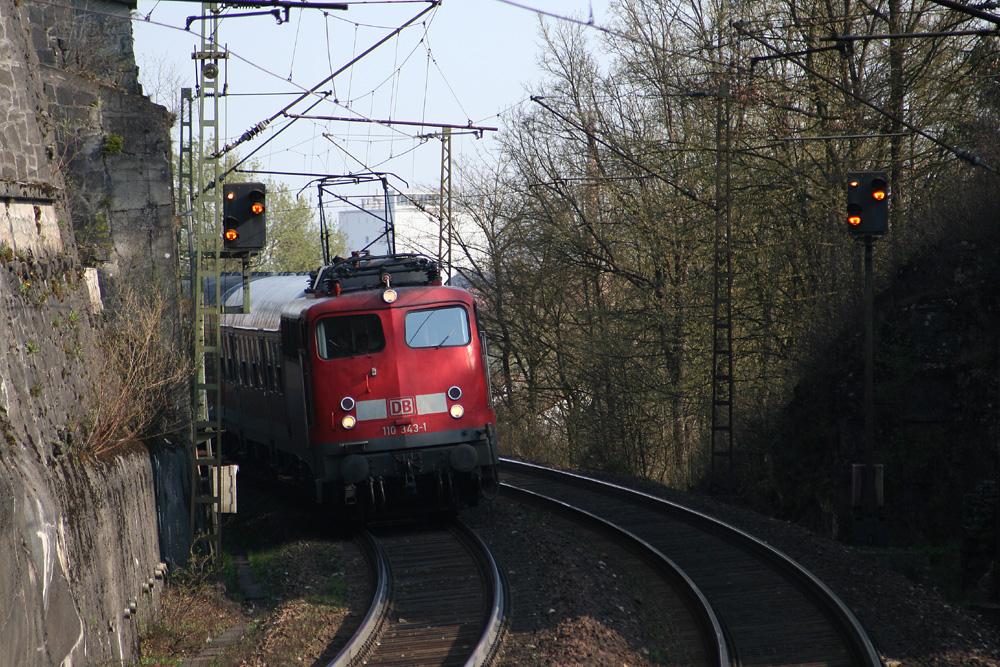
Eine Lokomotive der Baureihe 110 durchfährt eine enge, in tiefem Einschnitt befindliche Kurve der Strecke Donauwörth–Treuchtlingen.

In den 1980er Jahren waren die Möglichkeiten des Ausbaus der vorhandenen Strecken vielerorts ausgeschöpft: Der Intercity erreichte auf Ausbaustrecken 200 km/h. Auch die Abschnitte Augsburg-Oberhausen–Bäumenheim–(Donauwörth) (32,8 Kilometer) und München-Lochhausen–Augsburg-Hochzoll (42,7 Kilometer) waren bereits für diese Geschwindigkeit ertüchtigt worden. Ende Mai 1981 standen insgesamt 256,3 Kilometer Streckenabschnitte für 200 km/h zur Verfügung. Eine weitere Beschleunigung des Zugverkehrs war auf den zumeist im 19. Jahrhundert für niedrigere Geschwindigkeiten trassierten Strecken in der Regel nicht ohne größere Neutrassierungen möglich. So erlaubten zahlreiche enge Gleisbögen im Abschnitt Donauwörth–Nürnberg (96,3 Kilometer) nur stellenweise eine Fahrgeschwindigkeit von bis zu 160 km/h. In den 1980ern lag die Reisezeit zwischen Nürnberg und München im Fernverkehr bei etwa einer Stunde und 40 Minuten.
Mit den Neubaustrecken Hannover–Würzburg und Mannheim–Stuttgart waren Anfang der 1980er rund 430 km Hochgeschwindigkeitsstrecken für bis zu 250 km/h im Bau bzw. in Planung, der ICE-Versuchsträger InterCityExperimental im fortgeschrittenen Entwicklungsstadium. Damalige Überlegungen sahen im Raum Nürnberg den Bau einer 31,8 Kilometer langen Fernbahn-Ersatzstrecke für Personenfern- und Güterverkehr vor. Die Trasse wäre – in der wahrscheinlichsten Variante – von Nürnberg Hauptbahnhof in südöstlicher Richtung entlang von Bundesstraße 4 und Bundesautobahn 9 über Nürnberg-Fischbach und Feucht bis Roth verlaufen, um dort in die bestehende Bahnstrecke Nürnberg–Augsburg einzufädeln. Der Fahrtrichtungswechsel in Nürnberg wäre entfallen, die frei gewordenen Kapazitäten auf den bisherigen Gleisen zwischen Roth und Nürnberg sollten für die geplante Nürnberger S-Bahn-Linie 2 genutzt werden. Eine spürbare Fahrzeitreduzierung wäre, trotz des entfallenden Fahrtrichtungswechsels von Nord-Süd-Fernzügen im Hauptbahnhof Nürnberg über die rund sechs km längere Strecke nicht zu erwarten gewesen.

#### Erste Überlegungen
Der erste Bundesverkehrswegeplan von 1973 sah, als eines von acht Ausbau-Vorhaben, eine Ausbaustrecke zwischen Würzburg und Augsburg über Nürnberg vor. Im Koordinierten Investitionsprogramm von 1977 war dieses Projekt ebenso enthalten wie im Bundesverkehrswegeplan 1980.
Die Direktion Nürnberg der damaligen Deutschen Bundesbahn legte am 3. August 1983 der DB-Zentrale einen ersten Vorschlag für eine neue Bahnverbindung zwischen Nürnberg und München vor. Auf Antrag der Bundesbahn von 1984 wurde das Vorhaben – mit offenem Trassenverlauf, offenen Investitionskosten sowie „vorbehaltlich eines ausreichenden Wirtschaftlichkeitsnachweises unter Berücksichtigung der Netzwirkungen“ – in den Bundesverkehrswegeplan 1985 aufgenommen. Das volkswirtschaftliche Nutzen-Kosten-Verhältnis für das Projekt lag bei 1,2. Die genaue Linienführung sollte dabei noch untersucht werden. Diskutiert wurde dabei im Wesentlichen ein Ausbau der bestehenden Strecke über Treuchtlingen/Augsburg mit teilweisen Linienverbesserungen sowie die Errichtung einer Neubaustrecke zwischen Nürnberg und Ingolstadt mit Ausbau der Strecke zwischen Ingolstadt und München. In den Jahren 1986 und 1987 lief ein Variantenvergleich durch die DB.
| Variante                                                                                            | Länge (km) | Fahrzeitgewinn (ca., in Min.) | Investitionsvolumen (ca., in Mrd. DM) | Umweltverträglichkeit |
| --------------------------------------------------------------------------------------------------- | ---------- | ----------------------------- | ------------------------------------- | --------------------- |
| 1                                                                                                   | 171        | 31                            | 2,4                                   | ja                    |
| 2                                                                                                   | 207        | 8                             | 1,7                                   | ja                    |
| 3                                                                                                   | 203        | 15                            | 2,6                                   | nein                  |
| 4                                                                                                   | 191        | 17                            | 2,1                                   | fraglich              |
| 5                                                                                                   | 205        | 7                             | 1,2                                   | ja                    |
| 6                                                                                                   | 174        | 24                            | 2,5                                   | nein                  |
| 7                                                                                                   | 180        | 21                            | 2,6                                   | nein                  |
| 8                                                                                                   | 180        | 19                            | 2,5                                   | nein                  |
| Varianten 1, 4 bis 8 mit Halt in Ingolstadt; Varianten 2, 3 mit Halt in Augsburg und München-Pasing |            |                               |                                       |                       |

In einem 1987 an die Öffentlichkeit gekommenen Gutachten hatte die Deutsche Bundesbahn acht Varianten untersucht:
- Variante 1 (Variante über Ingolstadt): Neubaustrecke zwischen Nürnberg und Ingolstadt, 75 Kilometer für 250 km/h Höchstgeschwindigkeit, 59 Kilometer für 200 km/h, Ergänzung der Strecke zwischen München-Obermenzing und Petershausen um ein zusätzliches Gleis, Autobahn-Parallellage der Neubaustrecke bis südlich von Stammham, dort Einfädelung in die Bestandsstrecke Bahnstrecke München–Treuchtlingen.
- Variante 2 (Variante über Augsburg): Von Nürnberg über Fischbach auf bestehenden Gleisen; von dort mit der sogenannten S-Bahn-Ersatzstrecke bis Kornburg in Bündelung mit der Bundesautobahn 6, dann Knick nach Süden und gebündelter Verlauf mit Rhein-Main-Donau-Kanal und der Bundesstraße 2. Nach Querung des Rednitztals Einfädelung bei Büchenbach auf die Bestandsstrecke Nürnberg–Treuchtlingen. Großräumige Neutrassierungen der Bestandsstrecke waren nördlich von Georgensgmünd sowie nördlich und südlich von Pleinfeld vorgesehen; kleinere Ausbauten waren für die Strecke Treuchtlingen–Donauwörth geplant; größere Trassenverschiebungen sollten bei Otting und Mündling erfolgen. Zwischen Augsburg und Mering sollte aus Kapazitätsgründen ein Neubauabschnitt errichtet werden. Von insgesamt 207 Kilometern waren 140 Kilometer für 200 km/h ausgelegt.
- Variante 3: Wie Variante 2, jedoch mit einer Neubaustrecke zwischen Roth und Donauwörth. Diese NBS wäre nördlich von Roth aus der S-Bahn-Ersatz-Strecke Fischbach–Roth ausgefädelt und hätte Roth westlich umfahren. Ab Georgensgmünd wäre diese Strecke östlich der bestehenden Linie bis Pleinfeld parallel zu einer Hochspannungsleitung verlaufen. Weißenburg und Treuchtlingen wären westlich umfahren worden. Südlich von Treuchtlingen, ab Möhren, bis nördlich von Wörnitzstein, wäre die Bestandsstrecke tangiert worden, dann Linienverbesserungen im Wörnitztal. Längere Abschnitte der Bestandsstrecke wären dabei nach erfolgten Linienverbesserungen aufgelassen worden. 203 Kilometer Gesamtlänge, davon rund 65 Kilometer für 250 km/h und 94 Kilometer für 200 km/h.
- Variante 4: Nürnberg–Roth wie Variante 2. Nördlich von Georgensgmünd und nördlich und südlich von Pleinfeld Streckenausbau mit großräumigen Abrückungen von der Bestandsstrecke. NBS ab südlich von Weißenburg nach Osten. Einmündung in die bestehende Strecke München–Treuchtlingen südwestlich von Obereichstätt; weitgehende Tunnelführung der NBS. Streckenausbau zwischen Obereichstätt und Ingolstadt. Ingolstadt–München wie Variante 1. Von insgesamt etwa 191 Kilometern sollten 126 Kilometer für mindestens 200 km/h ausgelegt werden.
- Variante 5: Nürnberg–Treuchtlingen wie Variante 2, dann: Treuchtlingen–Ingolstadt Beschleunigungen und weitergehender Beibehaltung der Bestandstrasse. Umfangreicher Umbau zwischen Obereichstätt und Ingolstadt. Ingolstadt–München wie Variante 1. Von insgesamt 205 Kilometern wären 104 Kilometer für 200 km/h ausgelegt gewesen.
- Variante 6: Nürnberg–Postbauer-Heng–Ingolstadt–München. Um den Neubaustrecken-Abschnitt möglichst kurz zu halten, sollte die Bestandsstrecke zwischen Nürnberg und Postbauer-Heng genutzt und dazu teilweise ausgebaut werden. Die nach Süden führende NBS sollte bei Postbauer-Heng beginnen und über das Sulztal über offene Flur Richtung Altmühltal führen. Östlich von Kinding sollte das Altmühltal gekreuzt und auf Höhe von Buch die Autobahn-Parallellage erreicht werden. Ab hier wäre die Strecke wie in Variante 1 verlaufen. Von insgesamt 174 Kilometern wären 59 Kilometer für 250 km/h und 59 Kilometer für 200 km/h ausgelegt worden. Dieser Variante standen zahlreiche Zwangspunkte (insbesondere Bebauung) entgegen.
- Variante 7: Nürnberg–Neumarkt–Ingolstadt–München. Wie bei Variante 6 wäre die Bahnstrecke Nürnberg–Regensburg genutzt werden, nur bis Neumarkt. Die Neubaustrecke sollte zunächst entlang der bestehenden Sulztalbahn verlaufen. Die NBS sollte durch das Sulztal verlaufen und dabei Mühlhausen und Berching tangieren. Nördlich von Beilngries wäre die NBS nach Westen abgeschwenkt, um das Sulztal zu verlassen. Das Altmühltal sollte (wie in Variante 6) östlich von Kinding gekreuzt werden, um anschließend mit der Autobahn gebündelt zu verlaufen. Die restliche Strecke wäre wie Variante 1 verlaufen. Von 180 Kilometern sollten 57 Kilometer für 250 km/h und 59 Kilometer für 200 km/h ausgelegt werden.
- Variante 8 (Nürnberg–Sengenthal–Ingolstadt–München) wäre wie Variante 6 verlaufen, jedoch über Neumarkt hinaus bis Sengenthal verlaufen. Südlich von Sengenthal sollte die Strecke östlich des Sulztals in südlicher Richtung über offene Flur verlaufen. Nördlich von Beilngries wäre die Strecke nach Westen verlaufen. Im weiteren Verlauf wäre die Trasse wie Variante 7 verlaufen und hätte schließlich die Autobahn-Parallellage der Variante 1 erreicht. Von 180 Kilometern sollten 51 Kilometer für 250 km/h und 59 Kilometer für 200 km/h ausgelegt gewesen.

Die Varianten 3 bis 8 wurden bereits 1987 verworfen. Zu vertieften Untersuchungen wurden letztlich die Varianten 1 und 2 ausgewählt.
Überlegungen für einen Ausbau der Strecke von Würzburg über Ansbach und Treuchtlingen nach Augsburg waren bereits 1983 verworfen worden, um eine Umgehung des Ballungsraums Nürnberg als Verkehrs- und wirtschaftliches Zentrum zu vermeiden. Durch die geplante Neubaustrecke sollte dagegen eine bessere Anbindung des Großraums Nürnberg an den Nord-Süd-Verkehr erreicht werden.

#### Variantenstreit
| Eckdaten der Vorplanung (Untersuchungsergebnis der Bundesbahn vom 29. Juni 1987) | Eckdaten der Vorplanung (Untersuchungsergebnis der Bundesbahn vom 29. Juni 1987) | Eckdaten der Vorplanung (Untersuchungsergebnis der Bundesbahn vom 29. Juni 1987) |
| -------------------------------------------------------------------------------- | -------------------------------------------------------------------------------- | -------------------------------------------------------------------------------- |
|                                                                                  | Variante Ingolstadt                                                              | Variante Augsburg                                                                |
| Entfernung                                                                       | 171 km                                                                           | 207 km                                                                           |
| Investitionsbedarf                                                               | 2,4 Mrd. DM                                                                      | 1,7 Mrd. DM                                                                      |
| Reisezeitgewinn München–Nürnberg                                                 | 31 Min.                                                                          | 8 Min.                                                                           |

| Eckdaten nach der Untersuchung (Vorstand der DB vom 31. Mai 1991) | Eckdaten nach der Untersuchung (Vorstand der DB vom 31. Mai 1991) | Eckdaten nach der Untersuchung (Vorstand der DB vom 31. Mai 1991) |
| ----------------------------------------------------------------- | ----------------------------------------------------------------- | ----------------------------------------------------------------- |
|                                                                   | Variante Ingolstadt                                               | Variante Augsburg (ohne Neigetechnik)                             |
| Entfernung                                                        | 171 km                                                            | 210 km                                                            |
| Höchstgeschwindigkeit                                             | 250 km/h                                                          | 200 km/h                                                          |
| maximale Längsneigung                                             | 20 Promille                                                       | 12,5 Promille                                                     |
| Fahrzeitgewinn                                                    | 31 Min.                                                           | 7 Min. (mit Halt in Pasing)                                       |
| Investitionsbedarf                                                | 3,010 Mrd. DM                                                     | 2,637 Mrd. DM                                                     |

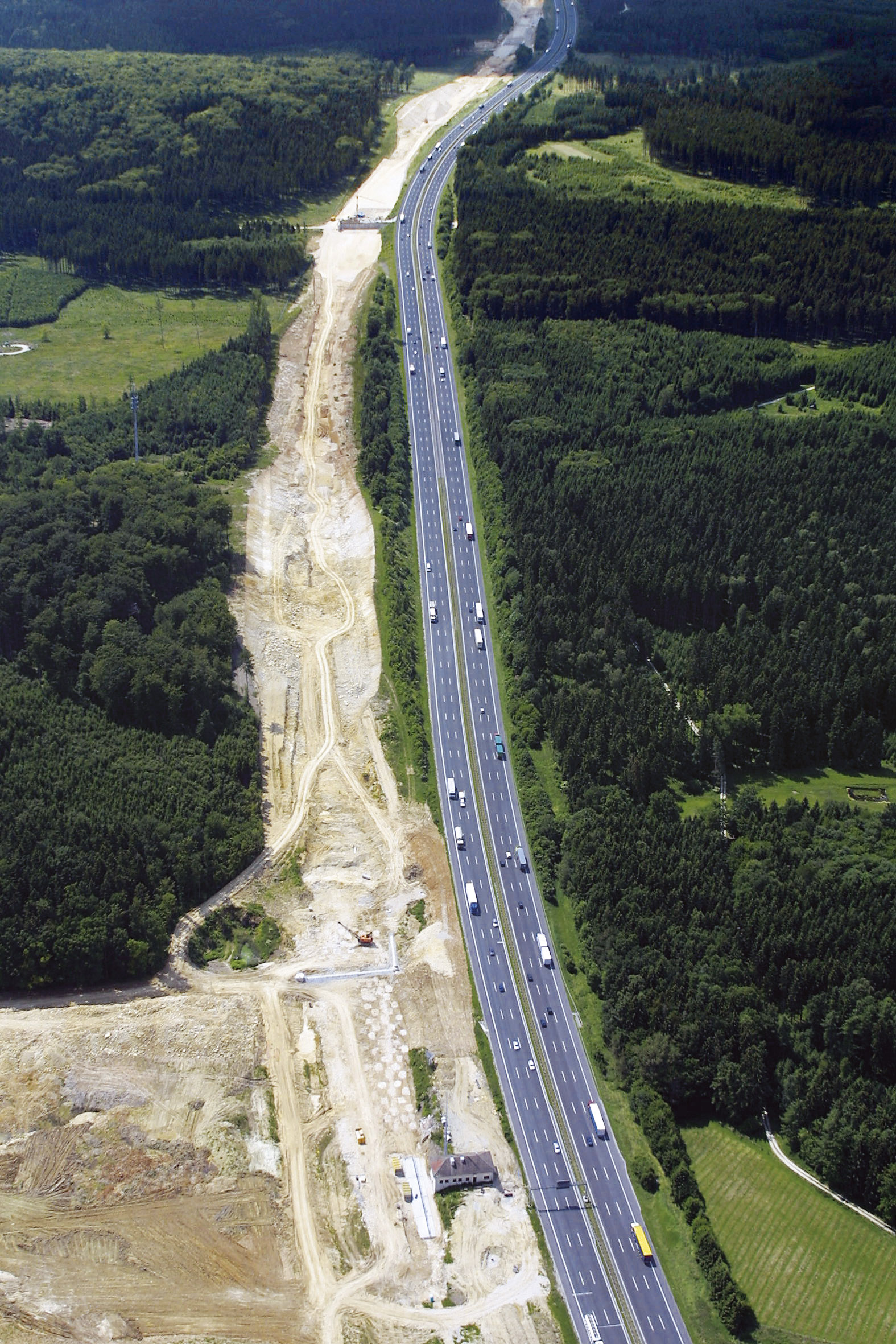
Umstrittene Eingriffe in Landschaft und Ökosystem – Neubaustrecke im Bau mit A 9 im Köschinger Forst (2001)

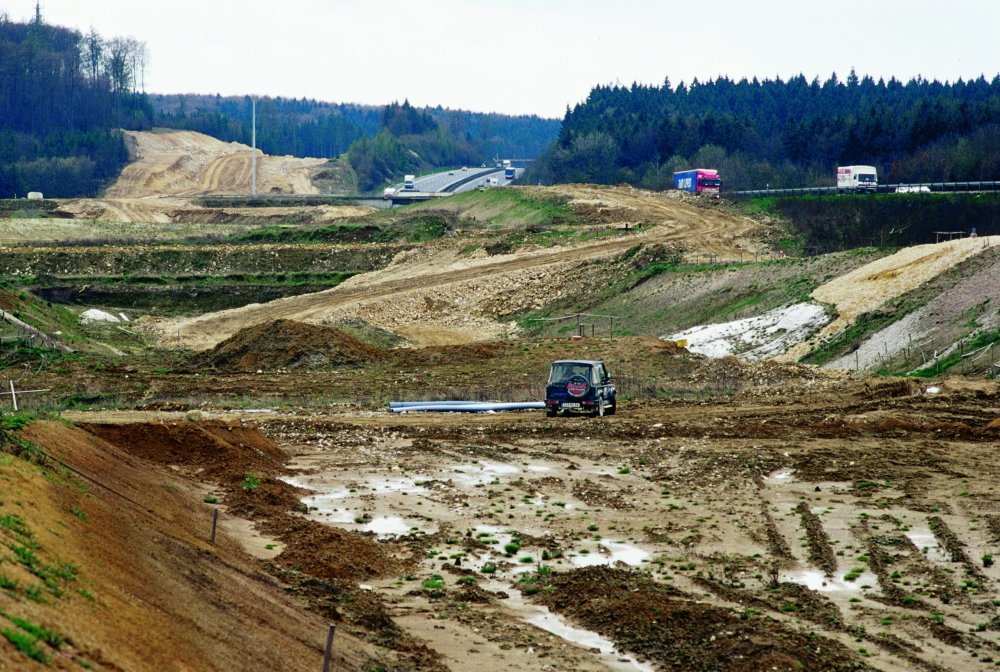
Großflächige Bauarbeiten im Köschinger Forst (2001)

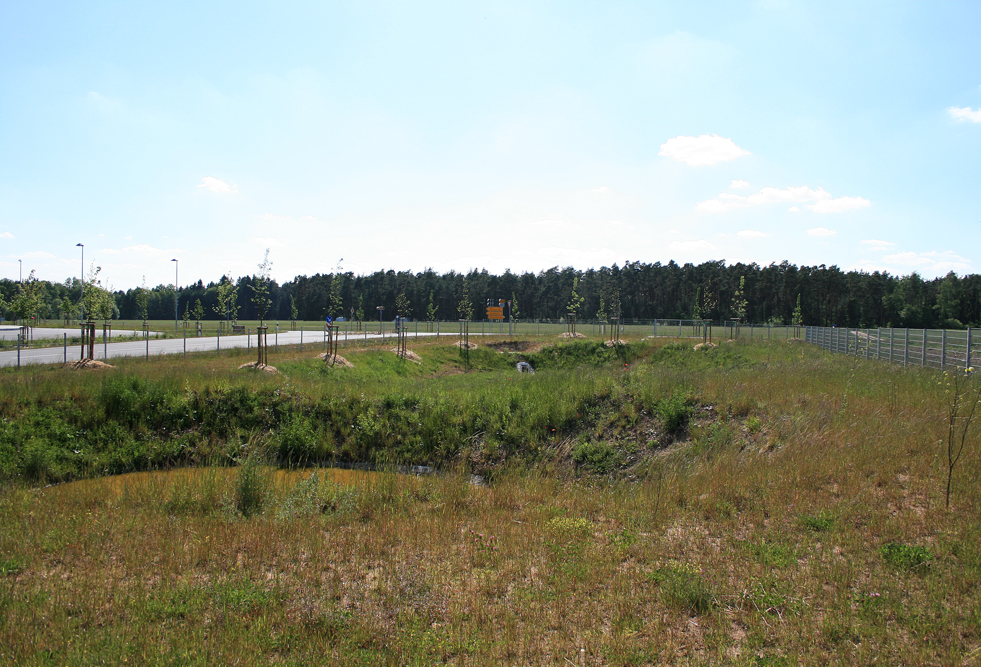
Neu angelegte ökologische Ausgleichsfläche am Bahnhof Allersberg

Während die Notwendigkeit einer schnelleren Verbindung allgemein unumstritten war, sorgten insbesondere der geplante Verlauf, sowie Eingriffe in Ökosystem und Landschaft, für intensive Diskussionen. Auf breite Zustimmung stieß die vorgeschlagene Neu- und Ausbaustrecke bei zahlreichen gesellschaftlichen Gruppen, insbesondere im Raum Nürnberg, aber auch in anderen Landesteilen Bayerns. Deutliche Ablehnung wurde der Neubaustrecke im Regierungsbezirk Schwaben entgegengebracht, insbesondere von der Stadt Augsburg und der IHK Augsburg, sowie beim Bund Naturschutz in Bayern e. V. und der Bürgerinitiative Das bessere Bahnkonzept. Diese favorisierten einen Ausbau der bestehenden Strecke über Augsburg, später auch unter der Nutzung von Neigetechnik.
Nach Aufnahme in den Verkehrswegeplan wurden acht Varianten, zwischen dem Ausbau der Strecke Nürnberg–Donauwörth–Augsburg–München im Westen sowie der Neu- und Ausbaustrecke Nürnberg–Sengenthal–Ingolstadt–München im Osten, untersucht.
Vertieft geprüft wurden zwei Varianten: einerseits eine Neubaustrecke Nürnberg–Ingolstadt für 250 km/h mit Ausbau der Strecke Ingolstadt–München, ohne Realisierung der geplanten Fernbahn-Ersatzstrecke. Die zweite Variante sah einen Ausbau der bestehenden Strecke zwischen Roth und Treuchtlingen sowie zwischen Treuchtlingen und Donauwörth für 200 km/h vor. Augsburg sollte in dieser Lösung südlich umfahren werden (Meringer Spange), die Strecke Mering–Olching um zwei Gleise ergänzt und die Fernbahn-Ersatzstrecke im Raum Nürnberg realisiert werden. Je nach Variante wäre die Augsburger Strecke zwischen 27 und 39 km länger gewesen als die Ingolstadt-Trasse. Das Untersuchungsergebnis wurde am 29. Juni 1987 dem Freistaat Bayern vorgelegt; dieser leitete den Bericht an seine nachgeordneten Behörden, Industrie- und Handelskammern sowie dem Bund Naturschutz zur Stellungnahme weiter. Am 2. und 3. Mai 1988 veranstaltete das Bayerische Ministerium für Wirtschaft und Verkehr eine Erörterung zwischen diesen Gruppen und der Bundesbahn.
Per Beschluss vom 19. Juli 1988 gab die Bayerische Staatsregierung der Variante über Ingolstadt den Vorzug. Aufgrund von Unwägbarkeiten im Bereich des Naturschutzes wurde die Bundesbahn gebeten, für beide Großvarianten Unterlagen für die Raumordnung auszuarbeiten. Die geforderten Unterlagen wurden von der Bundesbahn ausgearbeitet und am 25. Juli 1989 an das Bayerische Staatsministerium für Landesentwicklung und Umweltfragen zur Klärung der raumordnerischen Belange übergeben, die Raumordnung beantragt und das Raumordnungsverfahren eingeleitet. Im Korridor Nürnberg–Ingolstadt wurden dabei sechs Varianten untersucht, darunter eine Streckenführung westlich der realisierten Variante, über Pfahldorf, mit Anschluss an die Bahnstrecke München–Treuchtlingen bei Gaimersheim. Die Unterlagen wurden im September 1989 in den betroffenen Gemeinden öffentlich ausgelegt.
Die Deutsche Wiedervereinigung veränderte die Planungsparameter grundlegend. Laut einem Brief von Bundesbahn-Vorstand Heinz Dürr an Staatsminister Peter Gauweiler vom 29. Mai 1991 sei durch die veränderten Verkehrsströme und -prognosen nach der Wiedervereinigung die Neubaustrecken-Variante unausweichlich geworden. Als Gründe führte er unter anderem die notwendige Kapazitätserhöhung durch die Neubaustrecke und die gestiegene Bedeutung einer Fahrzeitverkürzung zwischen Nürnberg und München an. Bei Realisierung der Augsburg-Variante wäre nun, laut Dürrs Angaben, auch ein viergleisiger Ausbau zwischen Roth und Treuchtlingen erforderlich geworden. Mit gleichem Schreiben bat der Vorstandsvorsitzende, zur Verkürzung des Planungsablaufes um eine Trennung der Projekte Neu- und Ausbaustrecke Nürnberg–Ingolstadt–München sowie von Meringer Spange und viergleisigem Ausbau im Raum Augsburg. Der Ausbau der Strecke zwischen Augsburg und Nürnberg sollte dabei nicht weiter verfolgt werden, der viergleisige Augsburg-Münchner Ausbau sei dagegen bei beiden Varianten erforderlich geworden.
1990 fiel die Entscheidung, eine ein- bis zweigleisige Strecke für die Nürnberger S-Bahn-Linie 3 zu errichten. Die Fernbahn-Ersatzstrecke hätte damit nur noch bei Realisierung der Ausbauvariante errichtet werden müssen.
Am 19. Juni 1991 endete das Verfahren mit einer landesplanerischen Beurteilung, in der die heutige Streckenführung der Neubaustrecke als ausgewogenste Lösung identifiziert wurde. Auflagen erließ die Behörde insbesondere im Bereich des Landschafts- und Naturschutzes, des Fernverkehrshaltes in Ingolstadt und der von Überhol- zu Regionalbahnhöfen aufgewerteten Stationen in Allersberg und Kinding.

Die ursprüngliche Planung (1991) sah eine Neubaustrecke mit Schotteroberbau, bei einer Höchstgeschwindigkeit von 250 km/h und einen weitgehenden Ausbau der München-Ingolstädter Strecke für 200 km/h vor, mit einem etwa zehn Kilometer langen Abschnitt für 160 km/h.
Die Neu- und Ausbaustrecke Nürnberg–Ingolstadt–München wurde im vordringlichen Bedarf des Bundesverkehrswegeplans von 1992 geführt, bei einer geplanten Gesamtinvestition von 3000 Millionen DM (1534 Millionen Euro, Preisstand: 1. Januar 1991). Die Verkehrsprognose zum Bundesverkehrswegeplan 1992 sah auf der Neubaustrecke 44 Personenfern- und 38 Güterzüge pro Tag und Richtung für das Jahr 2010 vor. Mitte 1994 rechnete die Deutsche Bahn – nun unter Berücksichtigung der Entmischung von schnellem und langsamen Verkehr – mit 42 Personenfern- und 20 Güterzügen. Die Strecke – über Ingolstadt – wurde im Bundesschienenwegeausbaugesetz (BSchwAG) vom 15. November 1993 in der Fassung vom 27. Dezember 1993 rechtsverbindlich festgeschrieben.
Nach einem Gutachten von Vieregg-Rössler vom Juli 1994 hätte die Fahrzeit bei einem Ausbau der Strecke über Augsburg sowie Nutzung aktiver Neigetechnik bei 74 Minuten gelegen, bei einem Neubau zwischen Donauwörth und Pleinfeld (28 Promille Steigung) 69 Minuten. Die Bahn betonte wiederholt, dass die Kosten einer derartigen Lösung unter-, der Nutzen jedoch überschätzt würde. Ferner sei mit dem notwendigen Bau im laufenden Betrieb mit langjährigen Verschlechterungen der Betriebsqualität zu rechnen. Auch sei die Kapazität einer reinen Ausbauvariante nicht ausreichend, die Streckenlänge über Augsburg wenigstens 28 Kilometer länger. Der Bundesrechnungshof kritisierte im selben Jahr, die Bahn habe die Ingolstadt-Variante zu günstig gerechnet, die Augsburg-Variante hingegen künstlich verteuert. Die Behörde errechnete für die Ingolstadt-Variante 3,89 Milliarden DM (1,99 Milliarden Euro), für die Augsburg-Variante 2,2 Milliarden DM (1,1 Milliarden Euro).

### Errichtung einer Schnellfahrstrecke

#### Neubau der Strecke Nürnberg–Ingolstadt

##### Planung
Die Entwurfsplanung begann nach Abschluss des Raumordnungsverfahrens am 19. Mai 1991. Am 29. Mai 1992 wurden erste Planfeststellungsverfahren auf Grundlage der von der Hauptabteilung Neubaustrecken der Bundesbahn-Direktion Nürnberg erstellten Unterlagen eingeleitet. Im Juli 1992 wurden die Pläne in den betroffenen Gemeinden öffentlich ausgelegt. Anfang 1992 war der Baubeginn (im Bereich Nürnberg/Feucht) für Januar/Februar 1993 geplant. Nach fünf bis sieben Jahren Gesamtbauzeit sollte die Strecke Ende 1998/Anfang 1999 in Betrieb genommen werden.
Mitte 1994 wurde mit dem Abschluss der Planfeststellungsverfahren der Neubaustrecke bis 1995 gerechnet, die Verfahren der Ausbaustrecke sollten bis 1996 zum Ende kommen. Die Planfeststellungsbeschlüsse der Neubaustrecke wurden zwischen dem 7. April 1994 (Fischbach–Feucht) und dem 26. Februar 1999 (Einführung Ingolstadt) erlassen. Die Neubaustrecke war aufgeteilt in 14 Planfeststellungsabschnitte sowie zwei für die Bahnstrom-Fernleitungen. In den einzelnen Verfahren zu den Planfeststellungsabschnitten wurden jeweils bis zu 300 Einwendungen von Bürgern vorgebracht. Von insgesamt rund 40 Klagen und Eilverfahren gegen die Verwaltungsakte führte keines zum Erfolg.
Der Bund Naturschutz in Bayern e. V. (BN) wandte sich mehrfach gegen die Strecke als Ganzes, insbesondere mit Verweis auf die Ausbauvariante über Augsburg sowie ökologische Eingriffe durch die Neubaustrecke. Der Umweltverband führte unter anderem aus, die Strecke sei zum Wohl der Allgemeinheit objektiv nicht erforderlich. Unter anderem wies der Bayerische Verwaltungsgerichtshof in einem gemeinsamen Urteil und Beschluss vom 29. März 1996 sowie vom 10. Januar 1997 Klagen des BN ab. Verfassungsbeschwerden des Umweltverbandes wurden am 8. Juni 1998 letztinstanzlich durch das Bundesverfassungsgericht nicht zur Entscheidung angenommen, ein damit verbundener Antrag auf Erlass einer einstweiligen Anordnung abgewiesen.
Im Verlauf der Planung wurde als Zugbeeinflussungssystem ETCS vorgesehen, die Einrichtung einer Festen Fahrbahn sowie eine Anhebung der Höchstgeschwindigkeit von 250 km/h auf 300 km/h. Auch wurden die Bahnhöfe Allersberg und Kinding von Überhol- zu Regionalbahnhöfen aufgewertet und ein Regionalverkehr entwickelt.
Angesichts erwarteter geologischer Probleme in der verkarsteten Frankenalb wurde im Rahmen der Planung ein mehrstufiges Karst-Erkundungsprogramm vorgenommen. Die Gebirge wurden in vier Stufen hinsichtlich ihrer Verkarstung eingeteilt und durch einen sogenannten Arbeitskreis Karst von Planern, Fachleuten und Beratern des Bayerischen Geologischen Landesamtes sowie der Universität Erlangen untersucht. Dabei kamen verschiedene direkte und indirekte Verfahren zum Einsatz. Ausgewertet wurden Luft- und Satellitenbilder sowie Untersuchungen im Rahmen des Autobahnbaus (1930er Jahre). Die zu durchfahrenden Berge wurden u. a. mittels Kernbohrungen (mittlerer Abstand: 500 Meter, andere Quelle: 170 Meter) großräumig um den geplanten Trassenverlauf und einem gerichteten Bohrlochradar (Reichweite: circa 20 bis 30 Meter um die Bohrlöcher) untersucht, am Tunnel Irlahüll wurde zusätzlich ein 557 Meter langer Erkundungsstollen in den Berg getrieben. Die punktuellen Erkundungen zeigten eine heterogene Verkarstung. Auf eine vollständige Karst-Kartierung wurde aufgrund der zumeist hohen Überdeckungen, bei einem notwendigen Bohrlochabstand von 20 bis 30 Meter, verzichtet. Während des Vortriebs wurden Auffälligkeiten dokumentiert und mit Rasterbohrungen erkundet. Je nach Grad der Verkarstung erfolgten anschließend verschiedene Maßnahmen, u. a. Injektionsbohrungen bis zu 15 Meter um die Röhre herum, Hohlraumverfüllungen und Pfahlgründungen; stellenweise wurde die Innenschale verstärkt und die Sohle konstruktiv angepasst. Laut Bahnangaben waren Verkarstungen dieses Ausmaßes nicht erwartet worden.
Insgesamt wurden 746 Kaufverträge über Grundstücke abgeschlossen. Die bebaute Fläche liegt bei rund 446 Hektar, die ökologischen Ausgleichsflächen bei 294 ha. Für die Strecke wurden sieben Gebäude abgerissen (Stand: 1992). Auf 16 Deponien wurden rund 7,5 Millionen Kubikmeter Aushubmaterial untergebracht.
Die Neubaustrecke wurde in sieben Baulose unterteilt. Das Los Einfädelung Fischbach/Feucht wurde 1997 an sechs Unternehmen vergeben. Die drei großen Baulose Nord, Mitte und Süd wurden am 3. September 1998 (nach anderer Quelle: 1. Oktober 1998) für insgesamt 710 Millionen Euro (1,4 Milliarden D-Mark) zu einem Festpreis an Generalunternehmer vergeben. Das Baulos Nord ging dabei an eine Bietergemeinschaft der Unternehmen Bilfinger und Berger (München) und Bögl (Neumarkt), das Baulos Mitte an Hochtief (München) sowie das Los Süd an eine mittelständische Bietergemeinschaft unter Führung von Berger Bau (Passau) und Reiners Bau (München). 920 Millionen DM, rund 65 Prozent des Auftragsvolumens, entfiel dabei auf mittelständische Unternehmen. Für die Neubaustrecke waren bis zur Fertigstellung 53 Monate Bauzeit vorgesehen, einschließlich rund 15 Monaten für die technische Ausrüstung. Die Inbetriebnahme war zum Sommerfahrplan 2003 geplant. Laut Bahnangaben habe die kurze Bauzeit zu einem schnellen Baubeginn gezwungen, worunter die Arbeitsvorbereitung gelitten hätte. Für eine wirtschaftliche Optimierung habe die Zeit gefehlt, Synergieeffekte hätten durch die vielen zwingend parallelen Maßnahmen kaum genutzt werden können. Dies habe zu einer Knappheit von erfahrenem Stammpersonal bei den Baufirmen geführt.
Drei separate, kleinere Baulose bildeten die Einfädelungsbereiche in Nürnberg (Abzweig Reichswald) und Ingolstadt (Lose Audi-Tunnel und Knoten Ingolstadt). Die Fertigstellung wurde 1998 für das Jahr 2003 erwartet. Die Ausrüstung für Bahnenergieversorgung, Signaltechnik und Telekommunikation wurde als separates Los für 120 Millionen D-Mark im Januar 1999 (nach anderer Quelle: Dezember 1998) vergeben. Im Verlauf der Bauphase kam es zu 157 Planänderungsverfahren (Stand: Oktober 2005).
Zur Beschleunigung und Vereinfachung des Planungsprozesses wurde von allen Beteiligten ein einheitliches EDV-System eingesetzt, das unter anderem Elektronische Signaturen verwendete.
Im Juli 2003 wurde der Auftrag für die Sicherungstechnik der Strecke an Siemens vergeben.
Mit dem Projektmanagement der Neu- und Ausbaustrecke wurde 1996, mit Wirkung zum Januar 1997, die Planungsgesellschaft Bahnbau Deutsche Einheit beauftragt, die dazu ein Projektzentrum in Nürnberg einrichtete. Später übernahm diese Funktion die DB ProjektBau.

##### Bau

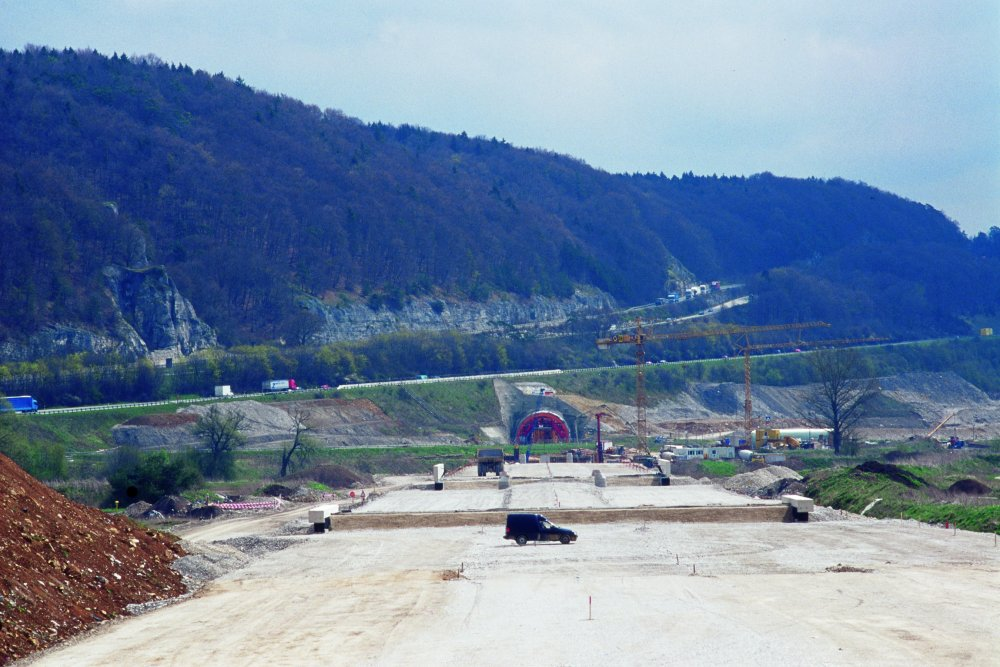
Umstrittene Querung des Altmühltals: Baustelle des Bahnhofs Kinding im Jahr 2001.

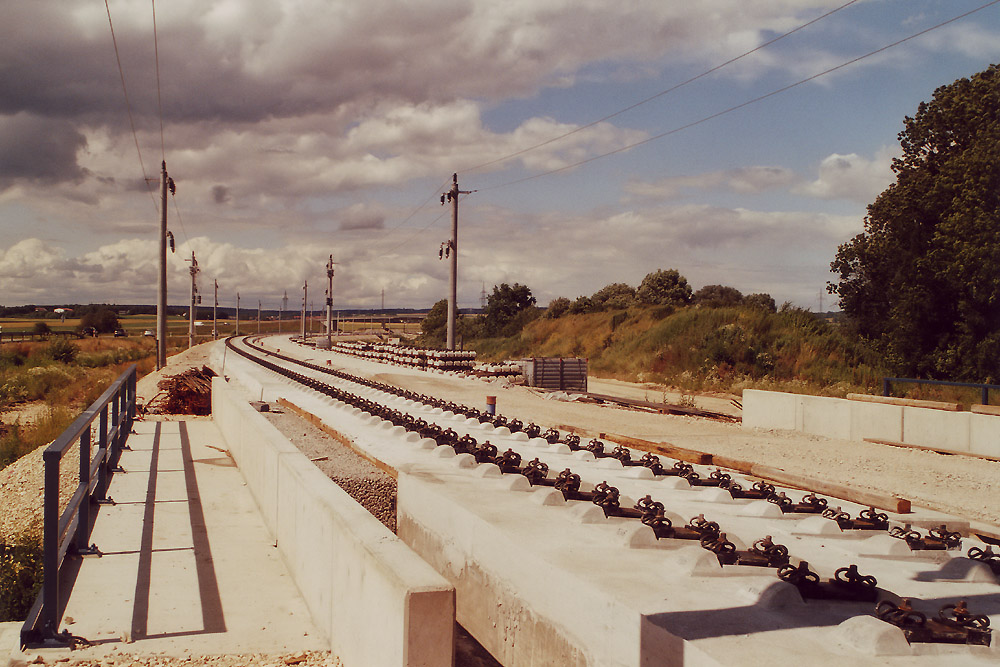
Baustelle der Neubaustrecke im Los Süd bei Ingolstadt (2004)

Im Nürnberger Stadtteil Altenfurt erfolgte am 15. Juli 1994 der erste, symbolische Spatenstich zur Erweiterung der Eisenbahnbrücke über die Breslauer Straße. Ministerpräsident Edmund Stoiber, Staatssekretär im Bundesverkehrsministerium Wilhelm Knittel und Bahnchef Heinz Dürr drückten symbolisch einen Knopf. Planung und Finanzierung der Gesamtstrecke waren zu diesem Zeitpunkt noch nicht abgeschlossen.
Die Zulaufstrecke in Nürnberg wurde von 1997 bis 1999 auf einer Länge von fünf Kilometern umgebaut und der Abzweig Reichswald errichtet. Großflächige Bauarbeiten im Neubauabschnitt begannen nach Auftragsvergabe Ende 1998, bis März 1999 wurden Rodungsarbeiten und archäologische Vorerkundungen weitgehend abgeschlossen. Bei Aufnahme der großflächigen Bauarbeiten war von einer Beendigung der Bauarbeiten im Februar 2003 ausgegangen worden. Anfang 2001 stand fest, dass der für Ende 2003 geplante Fertigstellungstermin sich um ein oder zwei Jahre verzögern würde.
Mit dem Anstich des Göggelsbuchtunnels begann am 18. Mai 1999 der Vortrieb der neun Tunnel, der im Mai 2001 abgeschlossen wurde. Bei der Errichtung der Röhren kam es zu zahlreichen Problemen, die umfangreiche Planänderungen erforderlich machten und sich erheblich auf Bauzeit und -kosten auswirkten. So war der Offenbautunnel aufgrund unerwarteter hydrologischer Probleme in einem Druckluftverfahren zu errichten; auch der Euerwangtunnel musste in weiten Teilen druckwasserdicht ausgeführt werden. Der Denkendorftunnel wurde nach massiven Böschungsrutschen in seiner Länge verdreifacht und im Grundwasser errichtet. Besonders hervorzuheben sind Verkarstungen im Bereich der Altmühlalb, die aufgrund der angestrebten Verkehrswegebündelung nicht großräumig umgangen werden konnten. Im Irlahüll-, Geisberg- und im Stammham-Tunnel waren Verfüllungen von Karsthöhlen notwendig geworden. Bis Herbst 2004 wurden alle Tunnel im Rohbau abgeschlossen.

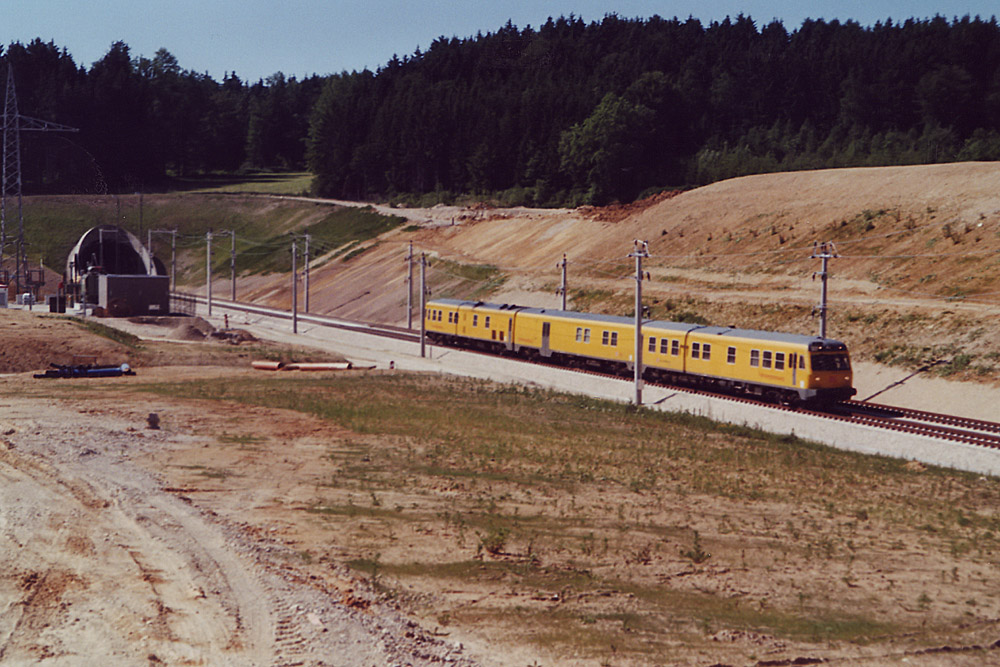
Eine der ersten Messfahrten zur Überprüfung der Schienen mit Ultraschall

Die Feste Fahrbahn wurde zwischen April 2004 und April 2005 eingerichtet; im Mai wurden Oberbau und Gleisanlage fertiggestellt, im November 2005 Oberleitung und Signaltechnik. Zwischen Ende Mai und Oktober erfolgten erste Test- und Messfahrten mit niedriger Geschwindigkeit. Mit dem RAILab wurden unter anderem die Gleislage geprüft, Schienen auf Materialfehler mit Ultraschall untersucht und die Tunnelwände vermessen. Am 13. September 2005 befuhr erstmals ein ICE (ICE TD) die Strecke mit niedriger Geschwindigkeit.
Bis zu 1800 Menschen waren gleichzeitig auf den Baustellen der Strecke beschäftigt.
Die Vorbereitung und Durchführung der Inbetriebnahme wurden von der vom DB-Vorstand im August 2000 eingesetzten, Unternehmensbereich-übergreifenden Arbeitsgruppe PXN unter Leitung der DB Personenverkehr gesteuert.

##### Inbetriebnahme
Am 13. Mai 2005 fand im Bahnhof Kinding der symbolische „Lückenschluss“ der Strecke statt. Ein elf Meter langes Schienenstück war dazu am Morgen im nordöstlichen Bereich des Bahnhofs herausgeschnitten und per Bagger in den angrenzenden Schellenbergtunnel gebracht worden. Am Nachmittag wurde es, unter Anwesenheit einiger hundert Gäste, wieder feierlich verschweißt.
Am 25. November 2005 um 10 Uhr wurde die Oberleitung erstmals unter Strom gesetzt. Am 28. November wurden die Elektronischen Stellwerke in Nürnberg-Fischbach in Betrieb genommen. Ende November fanden erste durchgehende Fahrten mit einem ICE TD sowie Lokomotiven der Baureihe 218 und ER20 statt. Am 1. Dezember 2005 begannen Hochtastfahrten. Vom 6. bis 12. Dezember 2005 liefen dabei Abnahmefahrten der LZB. Bei den Test- und Abnahmefahrten wurden Spitzengeschwindigkeiten von über 330 km/h erreicht. Dabei waren neben dem ICE S, der zeitweise mit einem bzw. sieben Mittelwagen unterwegs war, von DB Systemtechnik die Lokomotiven 103 235 mit einem Schallmesszug sowie 120 502 mit dem RAILab unterwegs.

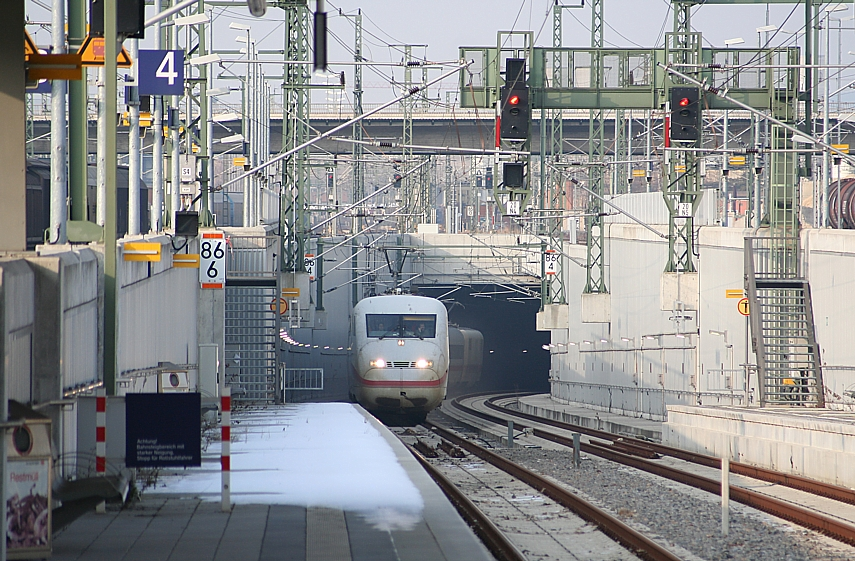
ICE S bei einer Messfahrt vor dem Auditunnel am Beginn der Neubaustrecke in Ingolstadt

Bei den ersten Testfahrten mit hoher Geschwindigkeit trat an den Portalen von Irlahüll- und Euerwangtunnel wiederholt ein Tunnelknall auf. Dies machte den Einbau von Schallabsorbern im März und April 2006 erforderlich und verzögerte die Vorbereitungen zur Inbetriebnahme. Im April 2006 begannen die Personalschulungsfahrten, bei denen die Lokführer mit ICE 3 Streckenkundefahrten unternahmen und Abschleppübungen durchführten. Am 6. Mai 2006 fand im Euerwangtunnel eine Rettungsübung statt. Dabei wurde die Evakuierung eines ICE mit etwa 250 Fahrgästen durch zwei Notausgänge geprobt. Vom 2. bis 27. Mai erfolgte darüber hinaus ein Probebetrieb mit mehreren Fahrzeugen.
Die offizielle Eröffnung fand am 13. Mai unter dem Motto Bahn frei! Nürnberg–Ingolstadt–München – Bayerns schnellste Bahnachse statt. Am späten Vormittag stellten Bayerns Wirtschaftsminister Erwin Huber, Innenminister Günther Beckstein, Ministerpräsident Edmund Stoiber, Bundesverkehrsminister Wolfgang Tiefensee sowie der damalige Vorstandsvorsitzende der Deutschen Bahn AG Hartmut Mehdorn am Hauptbahnhof München symbolisch das Ausfahrsignal auf grün. Zwei ICE-3-Züge, jeweils in Doppeltraktion, fuhren anschließend (ab 11:34 Uhr) teilweise parallel nach Nürnberg. Nach Ankunft der Züge am Hauptbahnhof Nürnberg fand dort eine Eröffnungsfeier für geladene Gäste statt.
Die nationale Zulassung wurde durch das Eisenbahn-Bundesamt vor Aufnahme des Vorlaufbetriebes am 28. Mai 2006 erteilt. Bis zur formellen Inbetriebnahme der Strecke im Dezember 2006 erfolgte die Zulassung nach TSI.

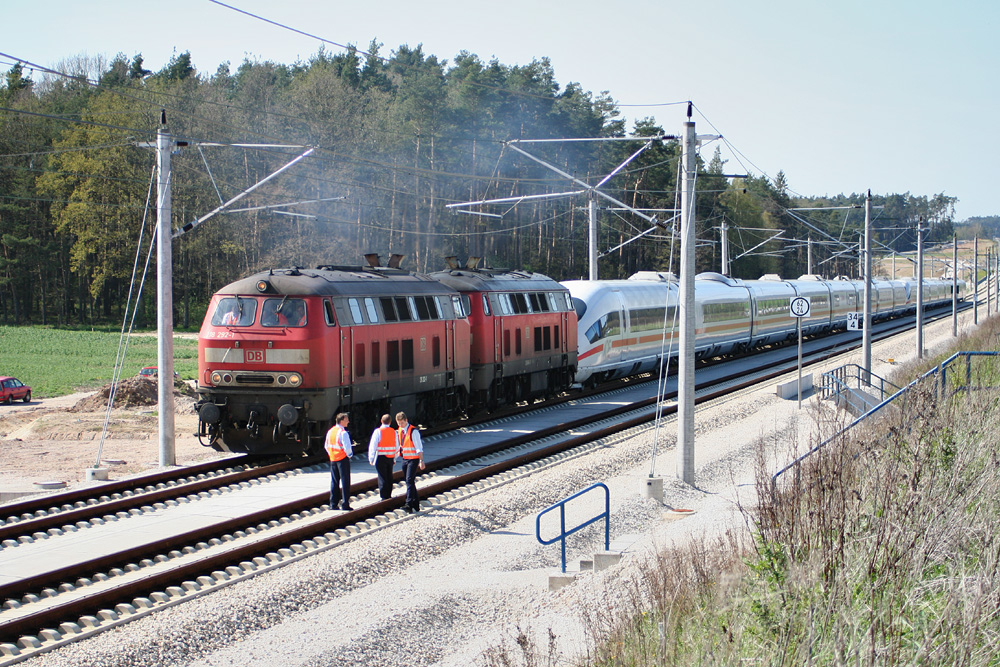
Zwei Lokomotiven der Baureihe 218 schleppen eine ICE-3-Doppeltraktion ab.
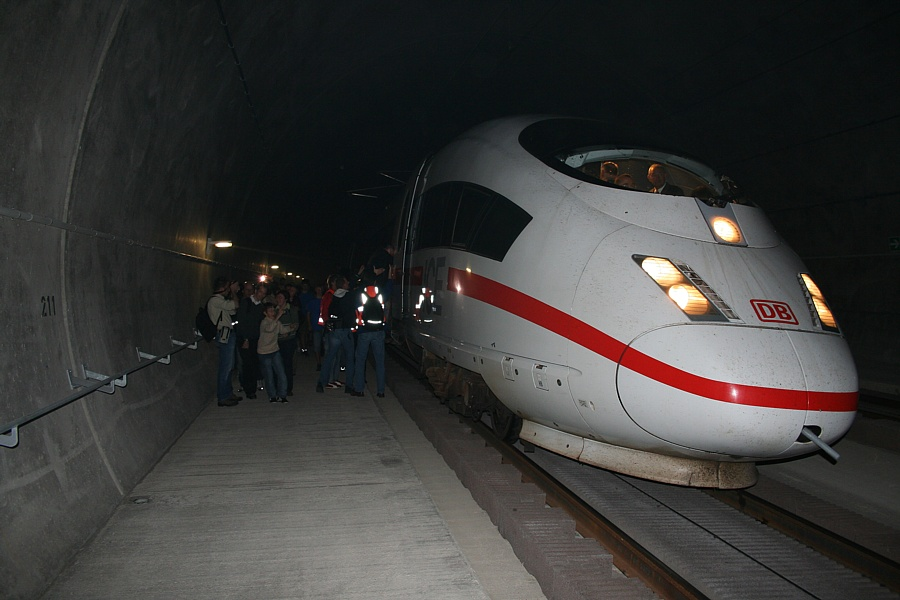
Tunnelrettungsübung am 6. Mai 2006
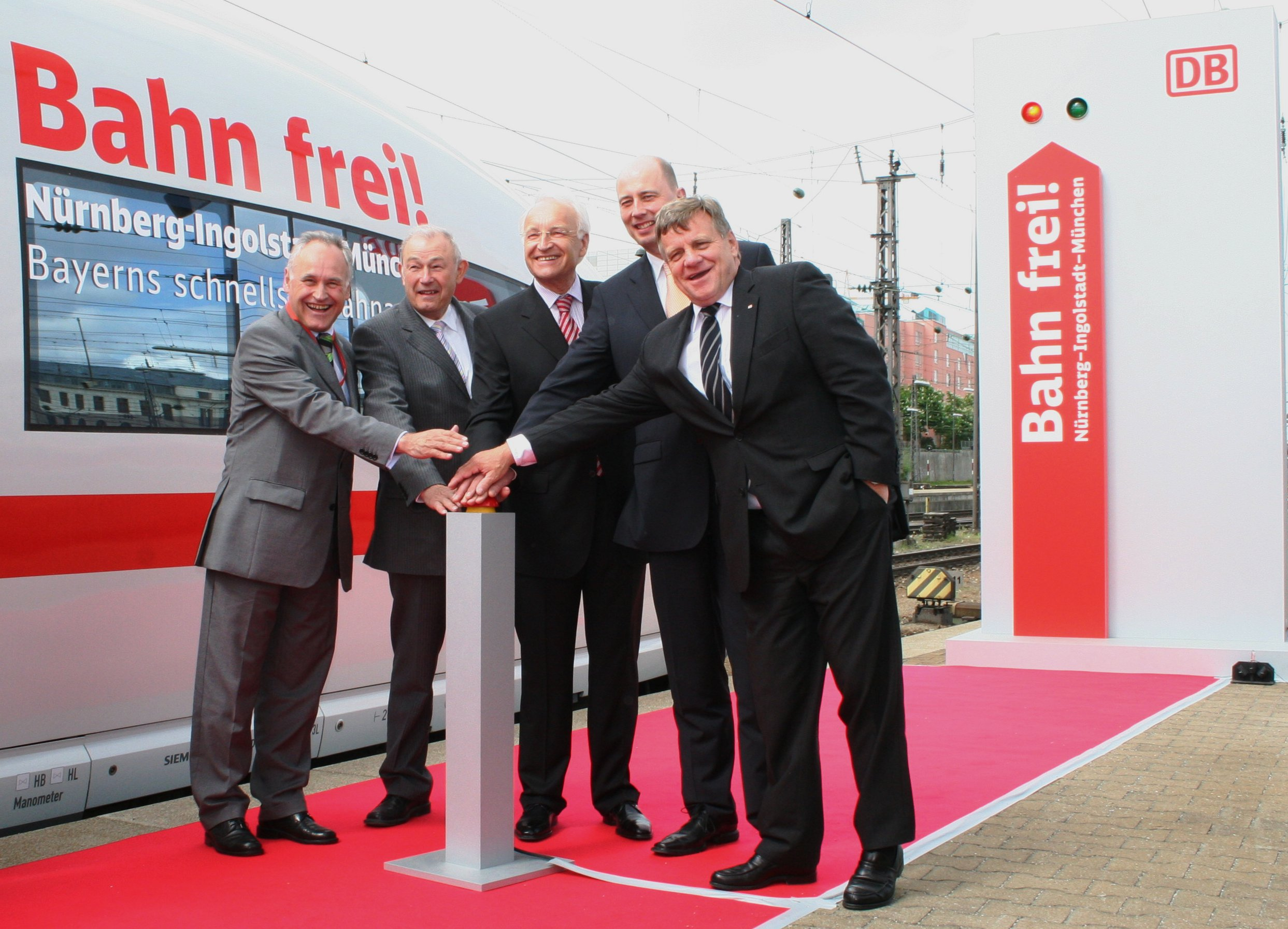
Symbolische Eröffnung der Strecke in München Hbf
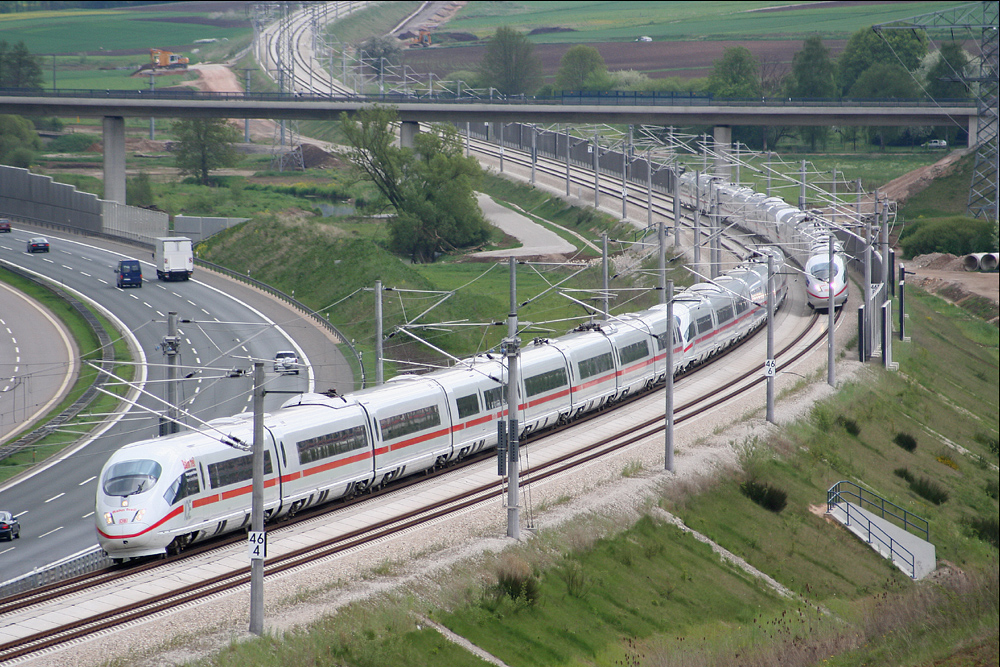
Zwei ICE-3-Vollzüge fuhren zur Eröffnung der Strecke parallel.

#### Kosten
1991 wurde das Projekt wirtschaftlich bewertet. Dabei wurde von rund 180 Zügen pro Tag ausgegangen, je zur Hälfte Personen- und Güterzüge. Für die Ausbaustrecke wurden 144 Personen und 176 Güterzüge zu Grunde gelegt; ein Teil der Güterzüge sollte auf die Strecke über Augsburg umgelegt werden.
Die Bundesregierung beschloss am 19. Januar 1992, die geplante Neu- und Ausbaustrecke als Pilotprojekt erstmals über Darlehen bei der Bahn privat vorfinanzieren zu lassen. Im Haushaltsgesetz 1996 billigte der Bundestag dieses Vorhaben. In § 29 Abs. 2 Haushaltsgesetz 1996 wurde dabei die Kredithöchstsumme auf 7,0 Milliarden DM festgelegt, der Gesamtbetrag einschließlich Zinsen auf 15,6 Milliarden Mark. Die Rückzahlung sollte in Raten von bis zu 622 Millionen DM erfolgen. Der Bund hätte dabei spätestens ab Inbetriebnahme die bis dahin bei der Deutschen Bahn angefallenen Bau- und Finanzierungskosten übernommen. Laut einem Medienbericht von Ende 1995 sollte die Rückzahlung ab 2003 in 25 Jahresraten erfolgen. Insgesamt wären dafür 15 Milliarden DM angefallen.
Mitte 1994 lagen die geplanten Kosten (Preisstand: 1. Januar 1993) bei rund vier Milliarden DM. Diese Zahl basierte auf der Kostenschätzung über 3,1 Milliarden D-Mark (Preisstand 1. Januar 1989), kompensiert um die Preissteigerung und einen „bilanziellen Zuschlag“. Zu dieser Zeit lief seit vier Jahren eine Wirtschaftlichkeitsuntersuchung des Bundesrechnungshofes. Auf die Neubaustrecke entfielen dabei rund zwei Milliarden DM, auf die Ausbaustrecke rund eine Milliarde DM. Mitte 1996 waren, für Planung, Grunderwerb und Vorerkundung, 241 Millionen DM ausgegeben, die im Wesentlichen vom Bund getragen worden waren.
Die private Vorfinanzierung fand Einzug in die Finanzierungsvereinbarung, die am 19. Dezember 1996 zwischen Verkehrs- und Finanzministerium sowie Deutscher Bahn über einen Festpreis von 3870 Millionen DM (1978,7 Millionen Euro) geschlossen worden war. Sämtliche Kostensteigerungen über den vereinbarten Finanzierungsrahmen hinaus sind daher von der Deutschen Bahn zu tragen.
Der Betrag von 3870 Mio. DM schließt Planungs- und Verwaltungskosten ebenso ein wie Aufwendungen von rund 170 Millionen Euro für Bau, Grunderwerb und Planung, die vor Abschluss der Vereinbarung angefallen waren. Die Bundesmittel für die Feste Fahrbahn wurden auf 1400 DM pro Meter (715,8 Euro/m) beschränkt, der Anteil für nach Dezember 1996 anfallende Planungskosten auf zehn Prozent der Gesamtsumme. Nicht in diesen Projektkosten enthalten waren rund 265 Millionen Euro, die von Dritten beigetragen wurden. Damit wurden die Regionalbahnhöfe Allersberg, Kinding und Ingolstadt Nord, die Beseitigung von 14 Bahnübergängen zwischen Ingolstadt und München, der Ausbau von Park-and-Ride-Anlagen sowie der Ausbau der S-Bahn zwischen Obermenzing und Dachau finanziert.
Als die Finanzierungsvereinbarung abgeschlossen wurde, kalkulierte DB Netz bereits mit Kosten von mehr als vier Milliarden D-Mark. Durch die Ausschöpfung aller Möglichkeiten bei der Auftragsvergabe seien die ursprünglich veranschlagten Kosten von 4,05 Milliarden DM auf 3,87 Milliarden DM (einschließlich Preissteigerungen) gesenkt worden. Davon entfielen 2,75 Milliarden DM auf die Neubaustrecke, der Rest auf die Ausbaustrecke. Die Inbetriebnahme der Neu- und Ausbaustrecke war für 2003 geplant; die ausgebaute S-Bahn zwischen Obermenzing und Dachau sollte 2004 folgen. In der Finanzierungsvereinbarung wurde auch ein Ausstiegsrecht des Bundes aus der privaten Vorfinanzierung vertraglich festgeschrieben, das 2000/2001 zur Anwendung kam. Mehrbelastungen des Bundeshaushaltes in Höhe von wenigstens fünf Milliarden Euro seien dadurch vermieden worden.
Der S-Bahn-Ausbau sowie die Beseitigung von Bahnübergängen im Bereich der Ausbaustrecke war nicht Teil der Finanzierungsvereinbarung der Gesamtstrecke. Am 28. Dezember 1998 folgte daher eine separate Finanzierungsvereinbarung für den S-Bahn-Bau zwischen dem Freistaat Bayern und der Deutschen Bahn. Der Freistaat übernahm dabei auch die Hälfte der Gesamtkosten im Streckenabschnitt zwischen Dachau und Obermenzing nach dem GVFG, ebenfalls mit einem festgelegten Höchstbetrag. Die andere Hälfte wurde aus Bundesmitteln nach BSchwAG finanziert. Für die S-Bahn stellte der Freistaat Bayern 211 Millionen DM (108 Millionen Euro) bereit.

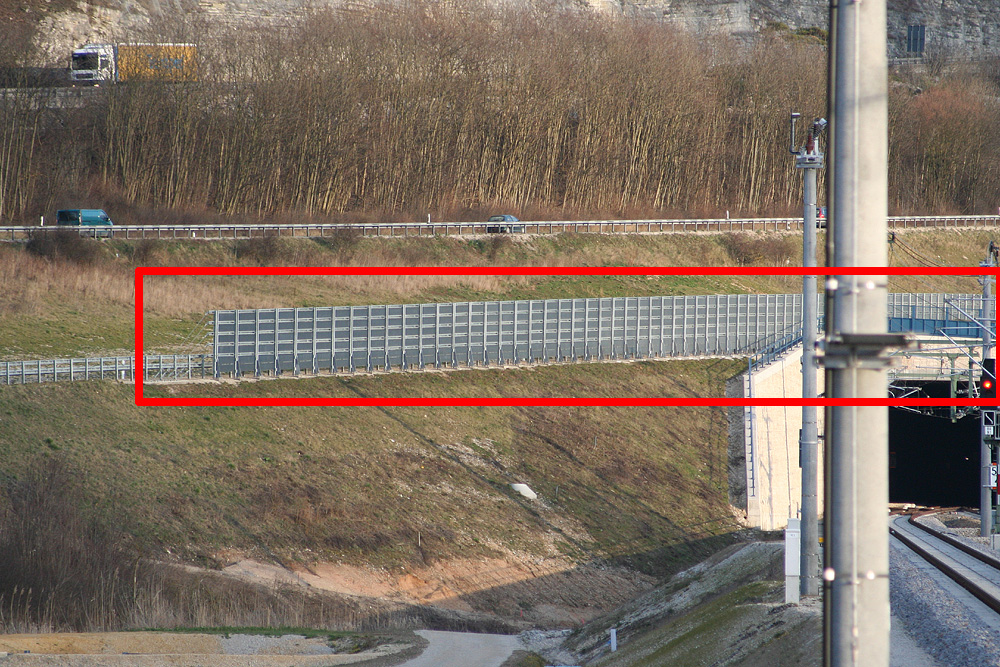
Mehrkosten in Höhe von 11,5 Millionen Euro: Verbesserter Abkommensschutz entlang von Straßen an der Strecke.

Die Gesamtkosten der Schnellfahrstrecke wurden von DB Netz im Januar 2006 mit 3,573 Milliarden Euro angegeben. Davon entfallen 2,049 Milliarden auf den Bund (BSchwAG), 1,154 Milliarden auf Eigenmittel der Deutschen Bahn, 190 Millionen auf die Europäische Union (TEN-Programm) sowie zusammen 180 Millionen auf den Freistaat Bayern und Gemeinden (nach GVFG und EKrG). Über die Finanzierungsvereinbarung hinaus finanzierte der Bund einzelne Teilvorhaben, beispielsweise die Verkehrsanlagen der Bahnhöfe Allersberg und Kinding (4,7 Millionen Euro) sowie Maßnahmen zum Abkommensschutz an Straßen. Die Bundesregierung berichtet für den Zeitraum bis 31. Dezember 2007 von 3,268 Milliarden Euro Ausgaben, davon 1,978 Milliarden Euro Bundesmittel. Während die Zahl von 3,573 Milliarden Euro realisierte und noch ausstehende Maßnahmen einschließt, enthält die Zahl von 3,268 Milliarden Euro alle bis Ende 2007 tatsächlich angefallenen Kosten.
Im Jahr 2008 wurden 31,3 Millionen Euro für das Projekt aufgewendet. Die bis dahin angefallen Gesamtkosten summieren sich auf 3.299,86 Millionen Euro. Die geplanten Gesamtkosten lagen 2011 bei 3.592 Millionen und 2012 bei 3.676 Millionen Euro (Stand: 2012). Die Bundesregierung bezifferte die reinen Baukosten der Neubaustrecke mit rund 2,27 Milliarden Euro bzw. mit 13,8 Millionen Euro pro Gleiskilometer (Preisstand: 2010). In der Finanzierungsvereinbarung von 1996 seien Kosten von acht Millionen Euro pro Gleiskilometer Neubaustrecke kalkuliert worden.
Die Überschreitung des vereinbarten Kostenrahmens war ab 1999 absehbar, der Rahmen wurde Ende 2003 überschritten. Nachdem das Projekt im August 2000 offiziell noch im Kosten- und Zeitplan gelegen war, räumte die DB Ende Oktober 2000 Kostensteigerungen um bis zu einer Milliarde DM ein. Am 6. Dezember 2000 legte die DB ihrem Aufsichtsrat einen Bericht vor, in dem Mehrkosten von mindestens 799 Millionen DM erwartet wurden. Kurz darauf ermittelten Wirtschaftsprüfer einen Wert von 1,6 Milliarden DM. Von den erwarteten unabwendbaren Mehrkosten entfielen 289 Millionen DM auf die Projektentwicklung, 124 Millionen für (erst im Jahr 2000 bewertbare) geologische Risiken der Tunnelbauten, 119 Mio. DM für Leit- und Sicherungstechnik sowie 112 Mio. DM für Brand- und Katastrophenschutz.
Gegenüber ihrem Aufsichtsrat bezifferte die Deutsche Bahn am 13. März 2002 die erwarteten Gesamtkosten für das Projekt mit etwa 3,6 Milliarden Euro. Im Laufe der Bauarbeiten festgestellten Baugrundprobleme hätten teilweise erhebliche Zusatzarbeiten und neue Planfeststellungsverfahren notwendig gemacht. Das Projekt sei aus damaliger Sicht mit weiteren Risiken belastet gewesen.
Da der Anteil des Bundes auf rund zwei Milliarden Euro festgeschrieben wurde, trug die Deutsche Bahn den Großteil der angefallenen Mehrkosten, im Jahr 2004 über 450 Millionen Euro. Als wesentliche Gründe für die Kostensteigerungen gelten unter anderem die geologischen Probleme beim Tunnelbau, umfangreiche Planänderungen (insbesondere Verbesserungen des Sicherheitskonzeptes), gestiegene Umweltauflagen sowie allgemeine Lohn- und Preissteigerungen. Auch Verzögerungen bei Planfeststellungsverfahren im Ausbauabschnitt trugen zu den Kostensteigerungen bei. Die Mehrkosten der Festen Fahrbahn, deren Verwendung erst 2000 beschlossen wurde und ebenfalls zu Kostensteigerungen beitrug, gegenüber dem ursprünglich geplanten Schotter-Oberbau werden von der Deutschen Bahn mit einem Drittel angegeben. Durch Verzicht auf einige Linienverbesserungen und Bahnhofsausbauten zwischen Petershausen und Ingolstadt, bei einer Höchstgeschwindigkeit von 160 bzw. 190 statt durchgehend 200 km/h, ergeben sich Einsparungen in Höhe von rund 300 Millionen Euro.
Auf scharfe Kritik stieß das Modell der privaten Vorfinanzierung. So kritisierte der Bundesrechnungshof in seinen Bemerkungen zur Haushaltsführung 1997 diese Form der Kapitalbeschaffung als unwirtschaftlich und bemängelte, dass die Finanzierungskosten in einem „krassen Mißverhältnis  zu den Investitionskosten“ stünden. Er empfahl, die Kredite möglichst bald aufzulösen und in den Bundeshaushalt zu übernehmen. Das Verkehrsministerium erklärte, die Bundesregierung habe die Absicht, diesem Vorschlag zu folgen, sobald ausreichend Haushaltsmittel zur Verfügung stünden. Da diese anfangs nicht zur Verfügung gestanden hätten, sei die vom Bundestag gebilligte, private Vorfinanzierung gewählt worden, um eine möglichst schnelle Fertigstellung der volkswirtschaftlich wünschenswerten Strecke sicherzustellen. Der Rechnungshof betonte, „daß bei durchgehender privater Vorfinanzierung die in den Bundeshaushalt nach der Inbetriebnahme des Schienenweges einzustellenden Ansätze für die Refinanzierung über einen Zeitraum von mindestens 15 Jahren in etwa so hoch [sein würden] wie die durchschnittlichen Titelansätze bei Haushaltsfinanzierung nach Baufortschritt während der Bauphase von sechs bis sieben Jahren.“ Nach Angaben des Eisenbahn-Bundesamtes wurden zwischen 1998 und April 2001 Vorfinanzierungsbeträge in Höhe von 790 Millionen Euro aufgenommen, die 2000 und 2001 durch eine Finanzierung aus dem Bundeshaushalt übernommen wurden. Die gesamten Vorfinanzierungskosten belaufen sich auf etwa 30 Millionen Euro.
Der Bundesrechnungshof bemängelte in seinem Jahresbericht 2003 darüber hinaus, dass der Bund über den Festbetrag hinausgehende, zusätzliche Zuwendungen und zinslose Kredite gewährt hatte. Auch seien Mehrausgaben u. a. durch die Deckung von Finanzierungslücken im Bestandsnetz seitens des Bundes angefallen, die aufgrund der Mehrausgaben für Großprojekte bei der Deutschen Bahn entstanden waren. Die durch die Umstellung von Krediten auf Baukostenzuschüsse der DB AG ersparten Tilgungsbeträge seien ferner nicht vollständig in das Bestandsnetz investiert worden. Die so entstandene Mehrbelastung des Bundes habe zur Verzögerung von weiteren Bauvorhaben geführt. Durch den Verzicht auf Ausbauten seien außerdem Mehrbelastungen durch erforderliche Ersatzinvestitionen angefallen. Insgesamt sei der Bundeshaushalt mit mehr als 600 Millionen Euro zusätzlich belastet, das Kernziel der vereinbarten Höchstbetragsfinanzierung dadurch verfehlt worden. Ferner kritisierten die Rechnungsprüfer, dass der Haushaltsgesetzgeber in die Maßnahmen des Verkehrsministeriums nicht einbezogen worden sei und eine genaue Ermittlung der Mehrbelastungen „wegen der fehlenden Transparenz der Finanzierungszusagen“ nicht möglich sei.
Der Bundesrechnungshof kritisierte 2008, dass das Bundesministerium für Verkehr, Bau und Stadtentwicklung bereits die gesamte Fördersumme an die Deutsche Bahn AG auszahlte, obwohl auf der Ausbaustrecke noch Leistungen in Höhe von rund 60 Mio. Euro ausgestanden hätten.
Der Bund der Steuerzahler kritisierte in seinem Schwarzbuch 2005 die Kostensteigerungen und betonte, jede Minute Fahrzeitverkürzung sei für 65,2 Millionen Euro erkauft worden.
Eine Schätzung von 1985 ging für eine Neubaustrecke für 250 km/h zwischen Nürnberg und Ingolstadt von Kosten in Höhe von 1,9 Milliarden D-Mark aus.

### Vorlaufbetrieb

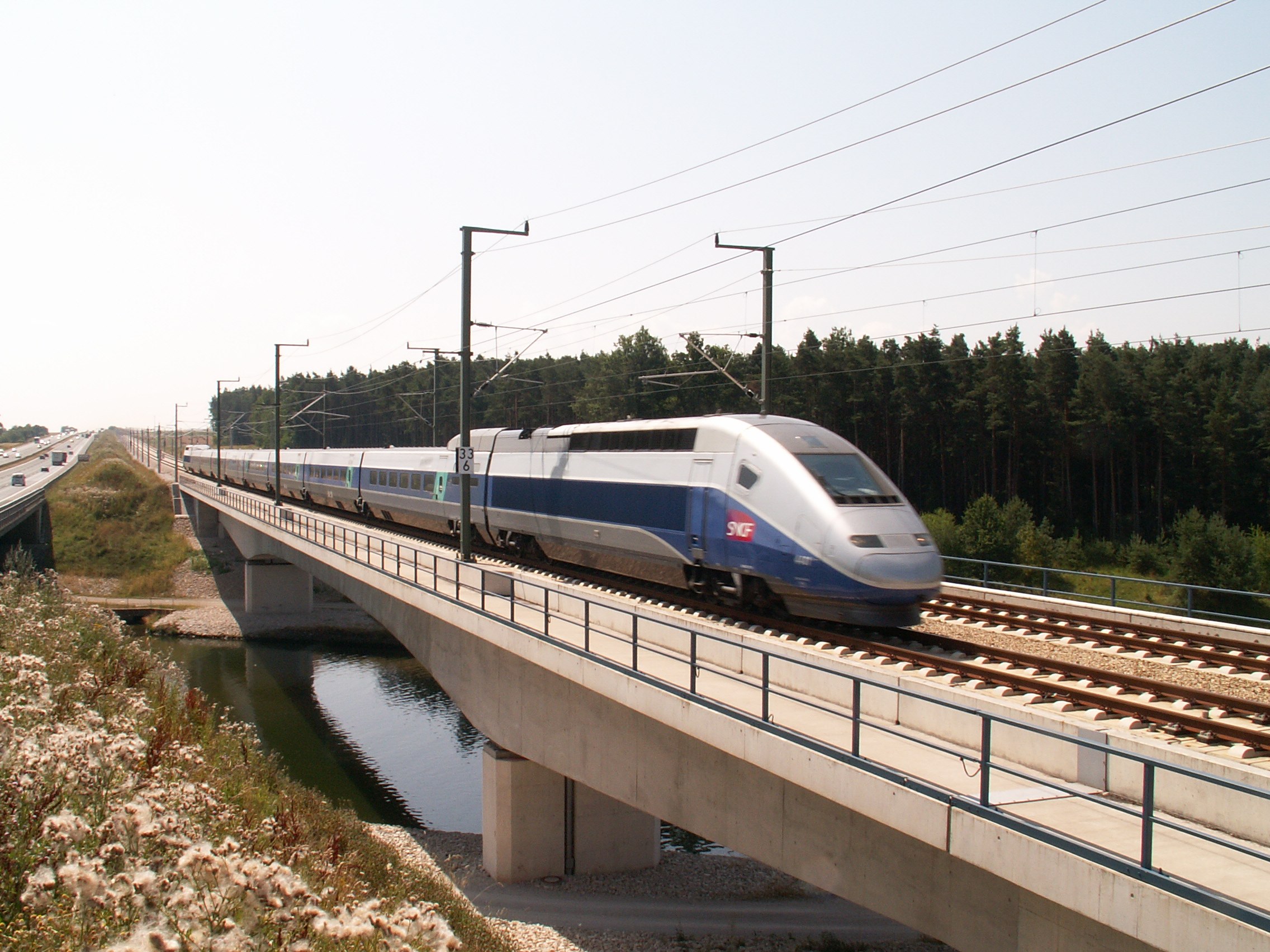
TGV POS auf der Main-Donau-Kanal-Brücke

Zwischen der Inbetriebnahme am 28. Mai 2006 und dem Fahrplanwechsel am 10. Dezember 2006 wurde ein Vorlaufbetrieb eingerichtet. Die kürzeste planmäßige Reisezeit zwischen Nürnberg und München sank damit um 27 auf 78 Minuten. Dabei verkehrten ausschließlich Züge des Personenfernverkehrs in einem verdichteten Zwei-Stunden-Takt, insbesondere die ICE 3 der Linie 41 (Dortmund/Essen–Nürnberg–München). In Tagesrandlage, zur Hauptverkehrszeit und im Wochenendverkehr verkehrten darüber hinaus ICE T der Linie 28 (München–Berlin–Hamburg) sowie die Züge ICE 926/927 der Linie 31. Des Weiteren benutzte das IC-Zugpaar Karwendel (IC 2410/2411) die Strecke an Samstagen.
Bereits seit Juni 2005, ein Jahr vor Inbetriebnahme der Neubaustrecke, verkehrten mehrere ICE-3-Zugpaare über die Altstrecke via Treuchtlingen/Ingolstadt zwischen München und Nürnberg bei einer Fahrzeit von rund zwei Stunden.
Im Juli 2006 war der TGV POS auf der Neubaustrecke im Einsatz, um Probefahrten mit bis zu 330 km/h für die Zulassung in Deutschland zu absolvieren. Die Vollinbetriebnahme der Strecke erfolgte zum Fahrplanwechsel am 10. Dezember 2006.

### Weltrekordfahrt am 2. September 2006

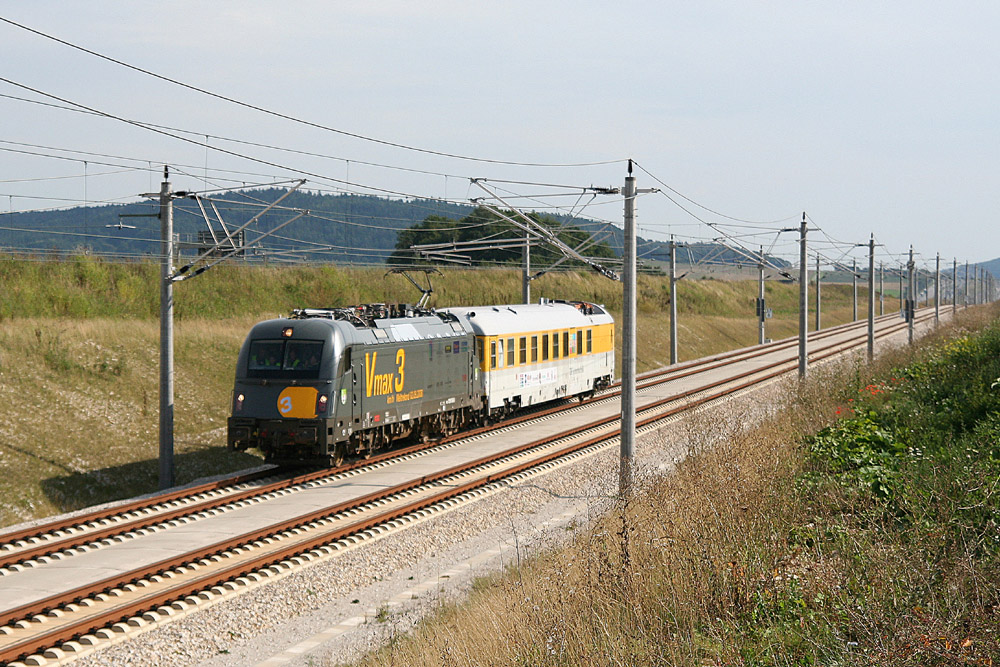
Die Weltrekordlok 1216 050 samt Messwagen auf Rekordfahrt mit 357 km/h auf Höhe des Autohofs bei Hilpoltstein

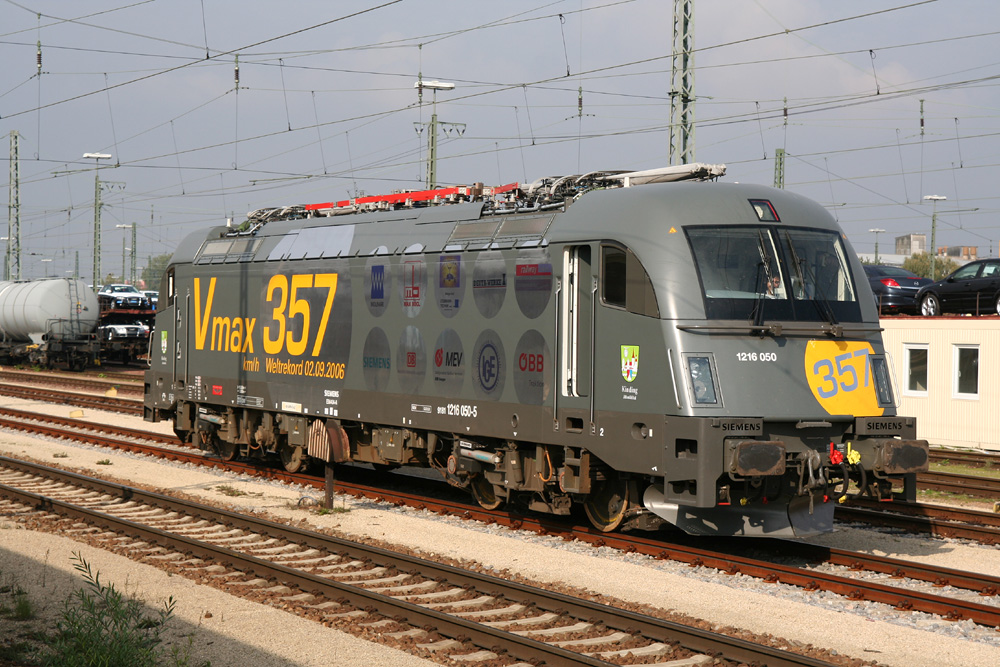
Die 1216 050 in Ingolstadt Hbf

Am 2. September 2006 stellte eine Siemens-Lokomotive vom Typ EuroSprinter 64 U4 (auch „Taurus III“ oder ÖBB 1216) einen neuen Geschwindigkeits-Weltrekord für konventionelle Elektrolokomotiven auf. Die 6.400 Kilowatt starke Mehrsystemlokomotive erreichte im zweiten Anlauf um 16:03 Uhr auf Höhe von Hilpoltstein (Streckenabschnitt Allersberg–Kinding) die neue Rekordmarke von 357,0 km/h. Sie überbot den Rekord einer französischen Lokomotive des Typs SNCF BB 9004 mit 331 km/h vom 29. Mai 1955 und wurde damit zur schnellsten Lokomotive der Welt. Zuvor war im ersten Versuch gegen 15:15 Uhr die Höchstgeschwindigkeit von 343,9 km/h beim Kilometer 34,3 erreicht worden. Die Lokomotive befand sich in einem weitgehend serienmäßigen Zustand, lediglich einzelne Teile waren mit Rücksicht auf den Luftwiderstand abgebaut worden.
Die Lokomotive hatte einen Messwagen der DB Systemtechnik angehängt. Für beide Rekordfahrten, die jeweils im östlichen Richtungsgleis mit Fahrtrichtung Nürnberg stattfanden, wurden die Zugsicherungssysteme (LZB und PZB) der Lokomotive abgeschaltet; auch Zugbegegnungen waren sicher auszuschließen. Daher musste die komplette vor dem Zug liegende Strecke (bis zu rund 50 Kilometer) frei von Zügen sein. Da auf der Schnellfahrstrecke bis zum Fahrplanwechsel am 10. Dezember 2006 ohnehin nur eine ICE-Linie regelmäßig verkehrte, konnten diese Voraussetzungen ohne Beeinträchtigungen des Reiseverkehrs erfüllt werden.
In langen Tunneln und entlang einer Schallschutzwand beim Kilometer 45 war die zulässige Höchstgeschwindigkeit für die Versuche auf 250 km/h bzw. 285 km/h begrenzt worden. Nur auf dem etwa neun Kilometer langen Abschnitt zwischen dem Nordportal des Offenbautunnels und dem Südportal des Göggelsbuchtunnels war eine Höchstgeschwindigkeit von 350 km/h erlaubt. Die Lok wurde ab dem Streckenkilometer 45,2 von 285 km/h auf 357,0 km/h beschleunigt, der Rekord beim Kilometer 36,6 um 16:03 Uhr erreicht. Die Höchstgeschwindigkeit wurde wenige Sekunden lang gehalten, ehe der Lokführer die Lok wieder abbremste, damit diese im Bahnhof Allersberg wieder rechtzeitig zum Stehen kommen konnte.
Etwa 1500 Menschen verfolgten die Fahrt entlang der Strecke und am Bahnhof Kinding. Gegen 16:30 Uhr traf die Lok dort ein, wo eine Feier und eine Fahrzeugschau stattfanden; dabei konnten auch die beiden französischen Rekord-Lokomotiven besichtigt werden. Um auszuschließen, dass Schäden an der NBS entstanden waren, wurde eine Kontrollfahrt des Versuchszuges ICE S am Ende der Rekordfahrt durchgeführt, der den Zustand der Oberleitung und des Oberbaus der Neubaustrecke überprüfte. Nach Angaben von DB Netz und Siemens waren weder die Strecke noch die Lokomotive technisch besonders präpariert worden. Kleinere Anpassungen umfassten einen reduzierten Bremszylinderdruck (zur Vermeidung von Überhitzungen bei Schnellbremsungen), eine Erhöhung der Motorleistung von 6.400 Kilowatt auf (kurzzeitig) 7.300 Kilowatt, Änderungen an der Fahrzeugsoftware sowie den Einbau zahlreicher Sensoren.
Den Rekordfahrten gingen seit 21. August zahlreiche „Hochtastfahrten“ voraus, in denen die Lok schrittweise bis auf 330 km/h beschleunigt wurde. DB Netz erteilte für die Schnellfahrten eine Sondergenehmigung, die Regierung von Mittelfranken einen Zulassungsbescheid.

### Weitere Entwicklung
Im März 2021 wurde im Rahmen einer Messfahrt mit dem ICE S und dem darin eingereihten Novo-Wagen eine Geschwindigkeit von 360 km/h erreicht und damit ein neuer Rekord für die Strecke aufgestellt. Im Laufe des Jahres 2021 sollten weitere Testfahrten mit bis zu 400 km/h Höchstgeschwindigkeit stattfinden.
Für ein geplantes ICE-Werk Nürnberg wurden drei Standorte entlang der Strecke erwogen. Nur bei diesen sind laut DB Netz alle gewünschten Werksfahrten sowohl auf der Strecke als auch im Hauptbahnhof Nürnberg realisierbar. Bei diversen weiteren, an den anderen Strecken erwogenen Standorten sei dies nicht der Fall. Zuletzt wurde ein Standort in der ehemaligen Heeresmunitionsanstalt Feucht erwogen und im April 2023 verworfen.
Für den weiteren Ausbau der S-Bahn Nürnberg wird eine 9 km lange Neubaustrecke zwischen dem Bahnhof Allersberg und der Bahnstrecke Roth–Hilpoltstein erwogen. Diese soll im Bahnhof Allersberg niveaufrei in die Schnellfahrstrecke eingebunden werden.

### Ausblick
Die Strecke soll vom 31. Oktober bis 11. Dezember 2026 wegen Bauarbeiten komplett gesperrt werden.

### Auswirkungen

#### Weglänge
Die Streckenlänge zwischen den Hauptbahnhöfen sank von 199,1 Kilometer (Altstrecke über Augsburg) bzw. 198,3 Kilometer (über Treuchtlingen/Ingolstadt) auf 170,8 Kilometer. Die Luftlinie zwischen den Hauptbahnhöfen liegt bei 149,6 Kilometer, die Straßenverbindung über Autobahn bei 167 Kilometer. Die Distanz zwischen den Hauptbahnhöfen Würzburg und München ging von 277,6 Kilometer (Altstrecke über Ansbach, Treuchtlingen, Augsburg) auf 273,0 Kilometer (über Nürnberg und Ingolstadt) zurück.

#### Reisezeiten
Zur vollständigen Inbetriebnahme am 10. Dezember 2006 sank die Reisezeit zwischen Nürnberg und München im ICE von rund 100 (mit Zwischenhalt in Augsburg und Pasing) auf 62 Minuten (ohne Zwischenhalt, einzelne Züge: bis 71 Minuten) bzw. 66 bis 74 Minuten mit Zwischenhalt in Ingolstadt. Im Verkehr zwischen München und Frankfurt/Köln ergibt sich (im Vergleich zur Strecke über Stuttgart) eine um etwa eine halbe Stunde verkürzte Reisezeit. Die regelmäßigen Reisezeiten im Regionalverkehr zwischen den beiden Hauptbahnhöfen reduzierten sich von zweieinhalb bis drei auf rund eindreiviertel Stunden (im München-Nürnberg-Express).

#### Kapazität, Betriebsabwicklung
Zwischen Nürnberg und München stehen mit der Neubaustrecke zwei bis drei voneinander unabhängige Laufwege zur Verfügung, insgesamt wenigstens vier Gleise. Damit haben sich Kapazität und betriebliche Flexibilität im Störungsfall erheblich verbessert. Im Bereich der Neubaustrecke erfolgt auch eine weitgehende Entmischung, eine betrieblich wünschenswerte Trennung zwischen (schnellem) Personen- und (langsamen) Güterverkehr. Ferner entfällt für zwischen Würzburg über Nürnberg nach München verkehrende Fernzüge die Notwendigkeit eines Fahrtrichtungswechsels in Nürnberg.

#### Verkehrsverlagerung Augsburg/Ingolstadt
| Anbindung Augsburgs im Vergleich (Werktägliche, umsteigefreie Fernverkehrs-Verbindungen pro Richtung) | Anbindung Augsburgs im Vergleich (Werktägliche, umsteigefreie Fernverkehrs-Verbindungen pro Richtung) | Anbindung Augsburgs im Vergleich (Werktägliche, umsteigefreie Fernverkehrs-Verbindungen pro Richtung) |
| --- | --- | --- |
| Relation                                                                                              | Sommerfahrplan 2006 (bis 9. Dezember 2006)                                                            | Jahresfahrplan 2007 (ab 10. Dezember 2006)                                                            |
| München–Nürnberg (weiter Richtung Leipzig/Berlin, Frankfurt bzw. Hannover)                            | 18 (Gegenrichtung: 19)                                                                                | 9 (Gegenrichtung: 8)                                                                                  |
| München–Würzburg (über Ansbach [ohne Halt], weiter Richtung Hannover)                                 | 7 | 4 |

| Verkehr über Ingolstadt im Vergleich (Werktägliche, umsteigefreie Fernverkehrs-Verbindungen pro Richtung) | Verkehr über Ingolstadt im Vergleich (Werktägliche, umsteigefreie Fernverkehrs-Verbindungen pro Richtung) | Verkehr über Ingolstadt im Vergleich (Werktägliche, umsteigefreie Fernverkehrs-Verbindungen pro Richtung) |
| --- | --- | --- |
| Relation                                                                                                  | Sommerfahrplan 2006 (bis 9. Dezember 2006)                                                                | Jahresfahrplan 2007 (ab 10. Dezember 2006)                                                                |
| München–Nürnberg (weiter Richtung Leipzig/Berlin, Frankfurt bzw. Hannover)                                | 11 (alle mit Halt in Ingolstadt)                                                                          | 36 (mit Halt in Ingolstadt: 22)                                                                           |
| Nürnberg–München (von Leipzig/Berlin, Frankfurt bzw. Hannover kommend)                                    | 12 (alle mit Halt in Ingolstadt)                                                                          | 40 (mit Halt in Ingolstadt: 22)                                                                           |

Während vormals der Großteil der Fernzüge zwischen München und Nürnberg bzw. Würzburg über Augsburg verkehrte, nahmen viele ICE nach der Vollinbetriebnahme der Strecke den seitdem schnelleren Weg über Ingolstadt. Durch diese Verlagerung des ICE-Verkehrs auf die Neubaustrecke verschlechterten sich die Verbindungen zwischen Augsburg und Nürnberg bzw. Würzburg sowie zwischen Nordbayern und Bayerisch-Schwaben, Oberschwaben und dem Bodenseeraum und führten zu längeren Reisezeiten.
Zum Fahrplanwechsel im Dezember 2006 verlor Augsburg 30 von zuvor 120 täglichen Fernverkehrshalten. Gleichzeitig wurde das Verkehrsangebot zwischen München und Berlin von einem Zwei-Stunden- auf einen Stundentakt verdichtet, wobei drei bis vier tägliche Zugpaare dieser Linie über Augsburg geführt wurden.
Als Ersatz für die zwischen Nürnberg und Augsburg entfallenen ICEs wurde die Regional-Express-Linie Allgäu-Franken-Express eingerichtet. Die Züge verkehrten bis 2020 in ICE-ähnlicher Fahrzeit (rund 70 Minuten) zwischen Nürnberg und Augsburg, teilweise mit Verlängerungen nach Oberstdorf, Kempten und Lindau.
Aufgrund von Bauarbeiten zwischen München und Ingolstadt verkehrten ab Dezember 2010 zeitweise wieder 30 Prozent mehr Fernzüge in Nord-Süd-Richtung über Augsburg. So bestand in Augsburg wieder eine nahezu stündliche Fahrtmöglichkeit mit Fernverkehrszügen Richtung Berlin bzw. Hamburg.
Werktags verkehren zwischen Nürnberg und Augsburg darüber hinaus Regional-Express-Züge (im stündlichen Wechsel durchgehend bzw. mit Umstieg in Treuchtlingen) in einer Fahrzeit von rund 110 Minuten. Samstags verkehren Regional-Express-Züge in einem verdichteten Zwei-Stunden-Takt, sonntags im Zwei-Stunden-Takt ohne Verdichter. Ferner besteht seit Dezember 2006 an allen Wochentagen ein Zwei-Stunden-Takt mit Umstieg in Ingolstadt (München-Nürnberg-Express) bei einer Reisezeit von rund zwei Stunden.

#### Sonstiges
Am 7. März 2007 zeichnete der ADAC die Deutsche Bahn mit dem Mobilitätspreis 2006 für die Schnellfahrstrecke aus.

## Betrieb
Die Strecke wird seit dem 28. Mai 2006 planmäßig von Fernzügen sowie seit dem 10. Dezember 2006 von Regionalzügen des München-Nürnberg-Express befahren. Von 2006 bis 2020 verkehrte auf dem Abschnitt zwischen Nürnberg und Allersberg zudem der Allersberg-Express, der danach durch die Linie S 5 der S-Bahn Nürnberg ersetzt wurde.
Die Strecke ist für etwa 900 t schwere und etwa 600 m lange Güterzüge geeignet, wird jedoch nicht von Güterzügen befahren. Güterverkehr kann laut Eisenbahn-Bundesamt auf der Strecke abgewickelt werden, wenn in dieser Zeit keinerlei Personenverkehr auf der Strecke stattfindet (Begegnungsverbot von Güter- und schnellen Reisezügen). Laut Bundesverkehrsministerium wäre Güterverkehr zulässig, wenn die zulässige Geschwindigkeit auf 250 km/h herabgesetzt wird. Er ist zwischen Allersberg und Ingolstadt Nord nach dem Regelwerk der Deutschen Bahn gleichwohl verboten. Grundsätzlich gilt in Deutschland ein Begegnungsverbot von Personen- und Güterzügen in Tunneln bei Geschwindigkeiten über 250 km/h. Diese Regelung wurde 1998 in einer Vereinbarung zwischen Bahn, Verkehrsministerium und Eisenbahn-Bundesamt konkretisiert. Demnach sind derartige Begegnungen technisch (nicht nur fahrplanmäßig) auszuschließen. Eine derartige technische Lösung stand zur Inbetriebnahme noch nicht zur Verfügung. Das Betriebsprogramm sah im Jahr 1999 insgesamt 80 Güterzüge pro Tag vor. Die Ausrüstung der Strecke mit ETCS, in deren Rahmen eine sichere Trennung von Personen- und Güterverkehr möglich wäre, soll nach 2017 erfolgen. Eine im September 2018 vorgestellte Machbarkeitsstudie zur flächenhaften Einführung von ETCS empfiehlt, die Strecke bis 2025 mit ETCS auszurüsten. Nach Angaben von Ende 2019 ist die ETCS-Ausrüstung der Neu- und Ausbaustrecke nunmehr bis 2023 vorgesehen.
Im August 2011 kündigte die Deutsche Bahn AG an, die Ausrüstung führender Fahrzeuge mit Linienzugbeeinflussung als Netzzugangskriterium für die Neubaustrecke festzuschreiben. Nachdem die Bundesnetzagentur dies im Januar 2012 abgelehnt hatte, erhob die DB Netz AG Widerspruch, gegen den eine wiederum durch die Behörde eingelegte Beschwerde erfolglos blieb.
Die Zahl der Reisenden auf der Strecke nahm nach Bahnangaben in den ersten vier Betriebsjahren um 60 Prozent zu.

### Fernverkehr

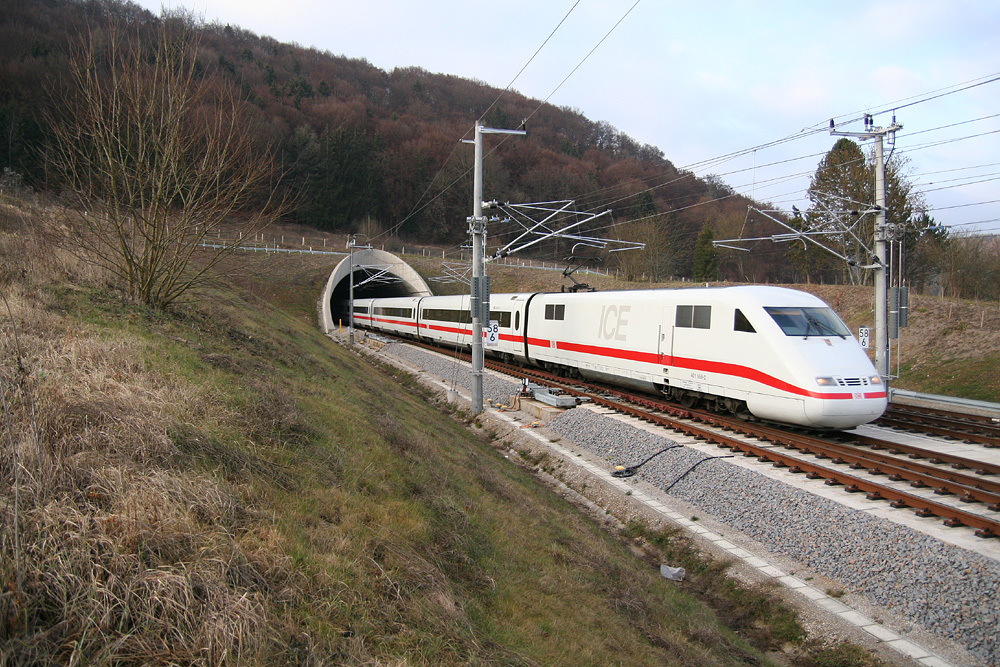
Ein ICE 1 verlässt den Schellenbergtunnel kurz vor dem Bahnhof Kinding

Die Neubaustrecke wird im Jahresfahrplan 2010 von den ICE-Linien
- München–Nürnberg–Frankfurt (Main)–Köln/Essen(–Dortmund) (Linie 41, stündlich, mit Taktlücken, ICE 3)
- München–Nürnberg–Kassel-Hannover–Hamburg/Bremen (Linie 25, stündlich, mit Taktlücken, ICE 1, ICE 2)
- München–Nürnberg–Leipzig–Berlin(–Hamburg) (Linie 28, stündlich, mit Taktlücken, ICE T)

befahren. Werktäglich verkehrte im Fahrplanjahr 2007 ein ICE Sprinter von Köln nach München über die Strecke, an Samstagen benutzte das Intercity-Zugpaar IC 2410/IC 2411 Mittenwald–Berlin (Kursbuchstrecke F20) die Strecke. Diese verkehren seit dem Fahrplanwechsel im Dezember 2007 als ICE. Einzelne Fernzüge werden weiterhin über Augsburg geführt, sodass es zu Lücken im Taktfahrplan kommt.
Zum Fahrplanwechsel im Dezember 2006 wurde auf den ICE-Linien 28 und 41 der bisherige, verdichtete Zwei-Stunden-Takt zu einem weitgehenden Stundentakt (mit einzelnen Taktlücken) verstärkt. Seitdem besteht weitgehend Halbstundentakt zwischen Nürnberg und München.
In der Zeit von Dezember 2006 bis Juni 2007 konnte ein Zuwachs an Fahrgästen von 22 Prozent im Fernverkehr zwischen München und Nürnberg verzeichnet werden. Im Jahr 2007, im ersten Jahr mit vollständigem Betriebsprogramm, konnten die Fahrgastzahlen zwischen Nürnberg und München um rund 30 % gesteigert werden, etwa sechs Millionen Fahrgäste nutzen 2007 die neue Strecke. Vor der Inbetriebnahme der Strecke rechnete die Bahn mit Zuwachsraten von 30 bis 40 Prozent innerhalb von drei Jahren. Bis 2010 sei es nach Bahnangaben durch die Neu- und Ausbaustrecke zu einer Steigerung der Fahrgastzahlen von 60 Prozent gekommen.
In den Jahresfahrplänen 2024 und 2025 sind täglich 26 ICE-Sprinter-Züge zwischen Berlin und München über die Strecke geplant.

### Regionalverkehr

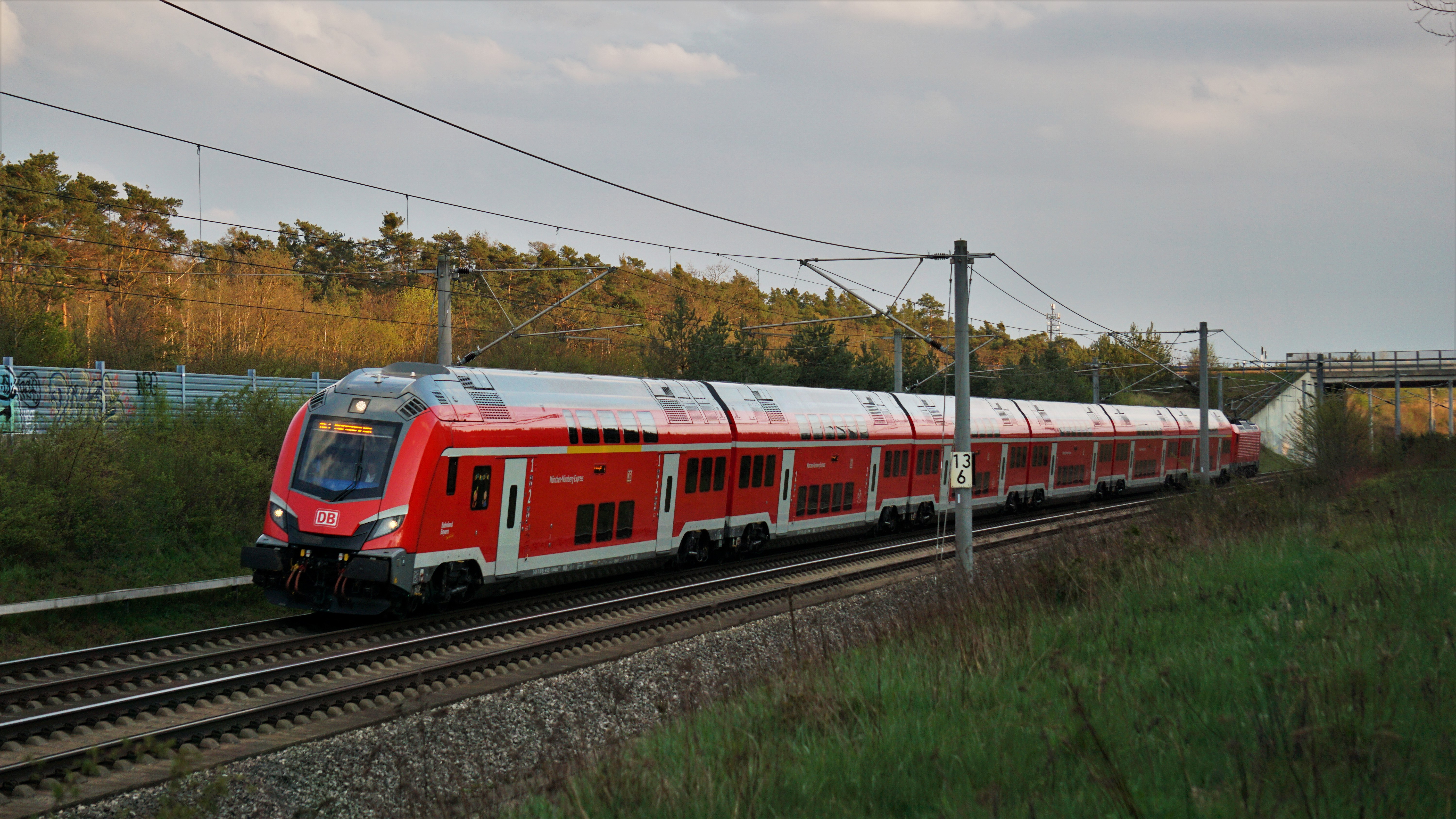
Eine Škoda Wendezug-Garnitur als München-Nürnberg-Express

Auch im Schienenpersonennahverkehr wird die Neubaustrecke seit Dezember 2006 befahren. Zwischen Nürnberg und München verkehrt dabei zweistündlich der München-Nürnberg-Express. Diese Züge werden (seit Dezember 2020) aus Lokomotiven der Baureihe 102 und Škoda Wendezug-Garnituren gebildet. 
Bis Dezember 2022 war er der einzige Regional-Express in Deutschland, der mit mehr als 180 km/h verkehrt und der erste, der eine deutsche Hochgeschwindigkeits-Neubaustrecke in ihrer vollen Länge befuhr. Seither fahren Züge der Linie RE 200 in Baden-Württemberg mit 200 km/h über die Schnellfahrstrecke Wendlingen–Ulm.
Zusätzlich verkehrte zwischen Nürnberg und Allersberg bis 2020 mit dem Allersberg-Express ein Regionalbahn-Shuttleverkehr montags bis freitags im weitgehenden Stundentakt. Diese Regionalzüge wurden ursprünglich mit Lokomotiven der Baureihen 111 oder 112 und n-Wagen gefahren, mit einer Höchstgeschwindigkeit von 140 km/h, vor der Eingliederung in die S-Bahn Nürnberg verkehrten wie vormals auch beim München-Nürnberg-Express ebenfalls ehemalige Fernverkehrswagen mit Lokomotiven der Baureihe 101, die bis zu 200 km/h schnell verkehren konnten.
Beide Regionalverkehre wurden im Dezember 2006 für zunächst sieben Jahre von der Deutschen Bahn erbracht und anschließend für zehn Jahre langfristig ausgeschrieben. Die jährliche Fahrleistung liegt bei 1,7 Millionen Kilometern. Laut Bahnangaben sind mit der Abwicklung des Regionalverkehrs etwa 70 Menschen beschäftigt.
Rund 5000 Reisende nutzen täglich das Angebot des München-Nürnberg-Express. Etwa 700 Fahrgäste nutzen werktäglich die sieben in Allersberg und die zwei in Kinding neu eingerichteten Buslinien.
Seit 2020 fährt in Nachfolge des Allersberg-Express mit der S5 eine Linie der S-Bahn Nürnberg zwischen Nürnberg und Allersberg über die Strecke. Hierfür kommen vier extra mit Linienzugbeeinflussung (LZB) ausgestattete Triebwagen der Baureihe 1440 (Alstom Coradia Continental) zum Einsatz.
Ab Dezember 2028 ist auf dem RE 1 (München-Nürnberg-Express) über die Strecke ein stündliches Verkehrsangebot geplant.

### Fahrgeschwindigkeiten

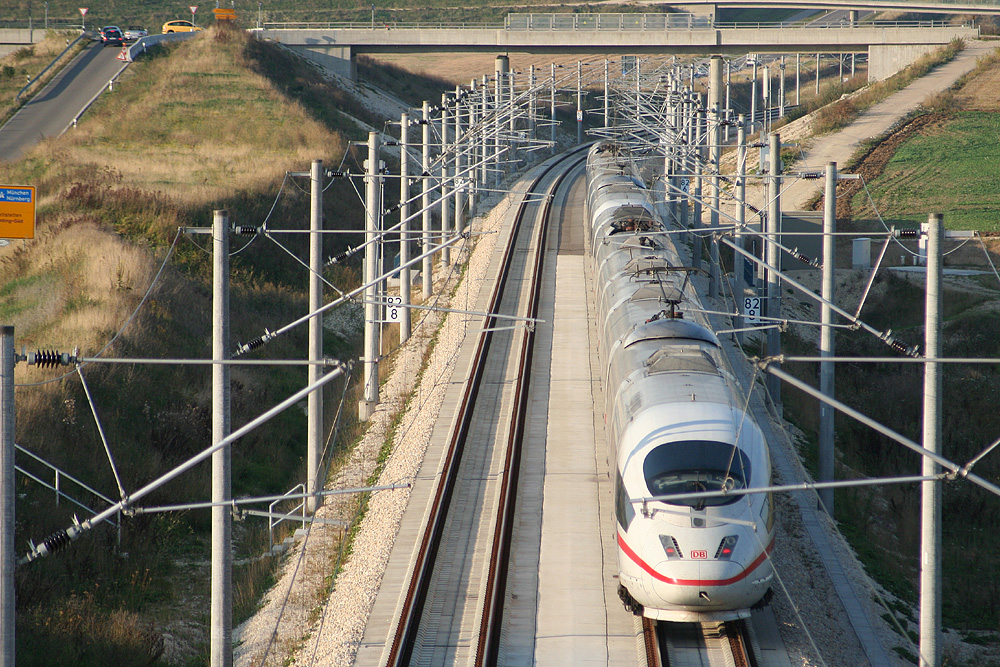
Der Beginn des 300-km/h-Abschnitts bei Ingolstadt, Richtung Nürnberg, mit ICE 3

Die Neubaustrecke kann zwischen den Streckenkilometern 14,2 (bei Feucht) und 83,7 (nördlich des Auditunnels bei Ingolstadt) planmäßig mit 300 km/h befahren werden. In Richtung München erreichen die ICE 3 bei maximaler Beschleunigung in der Regel im Bereich des Bahnhofs Allersberg (km 25) diese Geschwindigkeit, in Richtung Nürnberg im Irlahülltunnel.
Die Ausfahrt in Nürnberg Hauptbahnhof (km 100,6) erfolgt mit bis zu 80 km/h am Bahnsteig, dann 100 km/h. Ab Höhe der S-Bahn-Station Nürnberg-Gleißhammer (Strecken-km 98) können 130 km/h gefahren werden. Ab Nürnberg-Dutzendteich (Strecken-km 97) liegt die zulässige Höchstgeschwindigkeit bei 160 km/h, ab km 94 bei 200 km/h. Nach dem Abzweig Reichswald (km 9,8 der Neubaustrecke) liegt die Höchstgeschwindigkeit bei 280 km/h. Im Anschluss an eine Kurve beginnt beim km 14,2 der 300-km/h-Abschnitt.
Dieser Abschnitt endet beim km 83,7. Hier beginnt eine Kurve, die in den Auditunnel führt. Hier kann Tempo 160 gefahren werden, ab dem Ausfahrsignal im Bahnhof Ingolstadt Nord noch 130. Beim Kilometer 87,8 endet die LZB, bevor die Donau mit bis zu 130 km/h überquert wird. Etwa eine Minute später erreicht ein Zug den Hauptbahnhof Ingolstadt (160 km/h Durchfahrgeschwindigkeit). Die angegebenen Fahrgeschwindigkeiten gelten in nördlicher Fahrtrichtung entsprechend.
ICE-1- und ICE-2-Züge verkehren seit dem Fahrplanwechsel im Dezember 2009 grundsätzlich mit einer Höchstgeschwindigkeit von 280 km/h über die Strecke. Zuvor verkehrte der Großteil der Züge mit höchstens 250 km/h; vereinzelte Zugpaare durften 280 km/h fahren.
Zwischen Mitte Oktober und Mitte Dezember 2008 war die Höchstgeschwindigkeit auf der Neubaustrecke auf 250 km/h herabgesetzt. Damit konnten mehr (auch weniger strukturfeste) Fahrzeuge im ICE-T-Ersatzverkehr auf der Strecke eingesetzt werden.
Nach Schäden an den Schienenbefestigungsmitteln war die Höchstgeschwindigkeit Anfang Februar 2010 für mehrere Tage auf 160 km/h herabgesetzt. In der Folge kam es zu Verspätungen von bis zu zehn Minuten.
Am 4. August 2011 erreichte ein Velaro-D-Triebzug bei einer Testfahrt im Bahnhof Kinding eine Geschwindigkeit von 352 km/h.

### Fahrzeiten
Mit einer fahrplanmäßigen Durchschnittsgeschwindigkeit von Hauptbahnhof zu Hauptbahnhof von rund 185 km/h war das Potenzial der weitgehend für 300 km/h ausgelegten Strecke im Sommerfahrplan 2006 noch nicht ausgereizt. So ließen sich bei guten betrieblichen Bedingungen im Bereich der Neubaustrecke etwa fünf Minuten Verspätung bei zügigem Beschleunigen und Bremsen aufholen.
Diese Puffer wurden mit dem Jahresfahrplan 2007 reduziert. Die kürzesten Reisezeiten im Fahrplan liegen bei 27 bzw. 28 Minuten zwischen Nürnberg und Ingolstadt (193 bzw. 200 km/h Durchschnittsgeschwindigkeit) sowie 62 Minuten zwischen München und Nürnberg (165 km/h Durchschnitt). Die kürzestmögliche Fahrzeit zwischen den beiden größten Städten in Bayern liegt bei rund 55 Minuten (ICE-3-Halbzug, gute Schienenverhältnisse). Im Sommerfahrplan 2016 beträgt die kürzeste planmäßige Fahrzeit zwischen Nürnberg und Ingolstadt 27 Minuten und zwischen Nürnberg und München 62 Minuten.

## Technische Ausrüstung

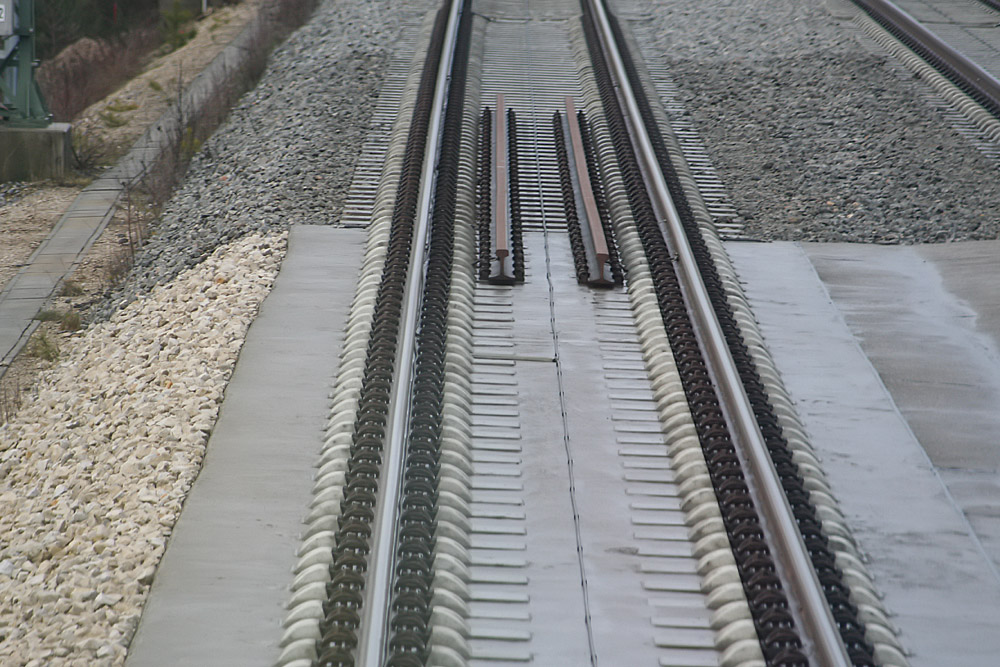
Übergang am Abzweig Reichswald (Strecken-km 11,5) zwischen Fester Fahrbahn (vorne) und herkömmlichen Schotter-Oberbau (hinten)

Der Oberbau der Neubaustrecke ist durchgängig als Feste Fahrbahn ausgeführt. Als Systeme kommen dabei Rheda 2000 (Strecken-km 11,5–13,6 und 48,6–84,6), Fertigteilplatten von Max Bögl (km 13,6–48,6) sowie Rheda klassisch in Trogbauweise (km 84,6–86,6 – Auditunnel) zum Einsatz. Lediglich die Bahnsteiggleise der Bahnhöfe sowie die Zuführungen zum Neubauabschnitt in Nürnberg und Ingolstadt sind in konventioneller Schotter-Schwellen-Bauweise gebaut worden. Die Neubaustrecke ist, neben Köln–Rhein/Main, die einzige deutsche Strecke, auf der die Wirbelstrombremse des ICE 3 als Betriebsbremse verwendet wird.
Die Leit- und Sicherungstechnik der Strecke wird über Elektronische Stellwerke in Nürnberg-Fischbach und Ingolstadt Nord gesteuert, die über die Betriebszentrale München fernbedient werden. Daneben wurden drei dezentrale Stellwerke (ESTW-A) in Allersberg, Lohen und Kinding eingerichtet. Zwischen Nürnberg-Gleißhammer und der Donaubrücke Ingolstadt ist die Strecke dabei mit Linienzugbeeinflussung vom Typ LZB L72 CE II ausgerüstet (zur Inbetriebnahme zunächst CIR-ELKE I, später auf CIR-ELKE II). Im Neubauabschnitt konnte daher auf ortsfeste Lichtsignale weitgehend verzichtet werden. Als Rückfallebene, planmäßig nur durch den Allersberg-Express in Fahrtrichtung Nürnberg auf zwei km Länge genutzt, wurde eine Punktförmige Zugbeeinflussung mit insgesamt 47 Ks-Signalen installiert; diese befinden sich im Bereich der Bahnhöfe, des Abzweigs Reichswald sowie der Blockstelle Lohen. Die Kommunikation zwischen Fahrdienstleiter und Triebfahrzeugführer erfolgt vollständig über digitalen Zugfunk. Zahlreiche Basisstationen des öffentlichen GSM-Mobilfunks (Ausnahme: O₂) – inklusive Tunnelfunkanlagen – gewährleisten in handyverstärkten Wagen einen durchgehenden Empfang.

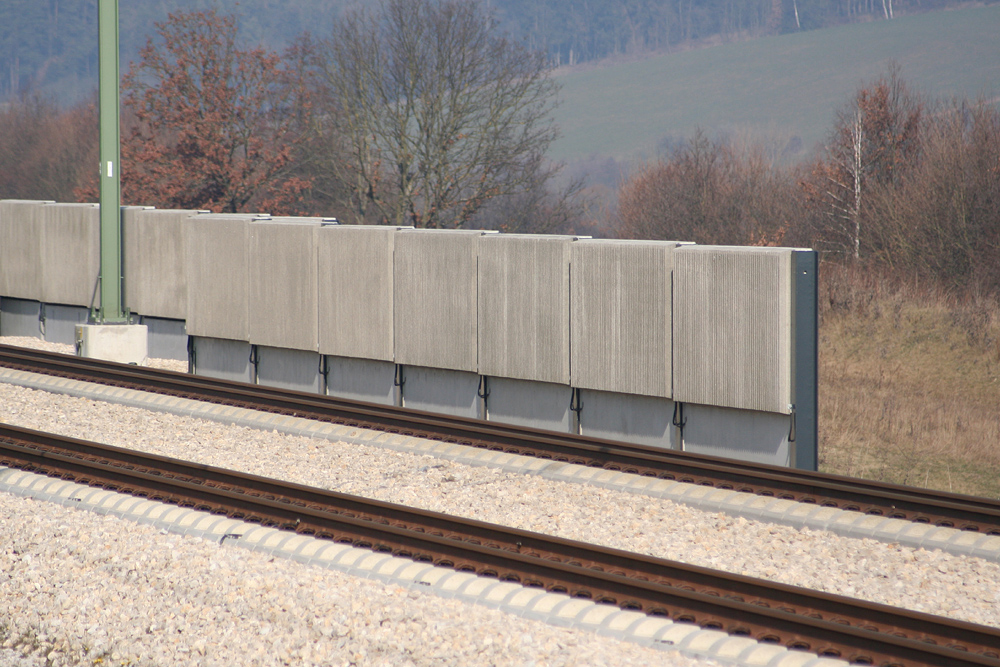
Lärmschutzwand aus Betonelementen

Für die Energieversorgung nehmen 2000 Oberleitungsmasten insgesamt je 211 Kilometer magnesiumlegierten Fahrdraht und Bronze-Tragseil auf. Zur Anwendung kommt das DB-Fahrleitungssystem Re 330 mit 65 Metern Stützpunktabstand, getrennter Nachspannung von Tragseil und Fahrdraht (21 Kilonewton bzw. 27 Kilonewton Spannkraft) sowie einer konstanten Fahrdrahthöhe von 5,30 Metern. Zusätzlich sind rund 150 km Rückleitungsseil und 75 Kilometer Verstärkungsleitungen installiert. Bei Mörlach und Denkendorf (Südportal Irlahülltunnel) wurden dazu neue Unterwerke errichtet. Deren Versorgung erfolgt über zwei neu gebaute Bahnstromleitungen von je 13 Kilometer Länge, aus der Bahnstromleitung Neumarkt in der Oberpfalz–Nürnberg. Die Steuerung der Energieversorgung erfolgt aus der Zentralschaltstelle von DB Energie in Nürnberg.
Nachdem Lärmschutzwände aus Aluminium auf der Schnellfahrstrecke Köln–Rhein/Main den 300 km/h schnellen Zügen nicht schadlos standgehalten haben, kamen auf der Nürnberg-Ingolstädter Strecke Betonwände zum Einsatz. Auf acht Abschnitten der Ausbaustrecke (22,7 Kilometer Gesamtlänge) sowie 14 Bereichen der Neubaustrecke (13,6 Kilometer Gesamtlänge) gilt das Verfahren Besonders überwachtes Gleis.

Die Deutsche Bahn schrieb im Dezember 2006 die Ausrüstung der Neu- und Ausbaustrecke mit ETCS Level 2 aus. Als Optionen waren die Verlagerung der Bedieneinrichtungen in die Betriebszentrale München, die Vermessung von Streckenabschnitten sowie das Stellen eines Test- und Abnahmefahrzeugs enthalten. Im Rahmen des Anfang 2009 (nach anderer Quelle im November 2008) für neun Millionen Euro vergebenenden Auftrags sollten in Ergänzung zur LZB für ETCS zwei RBCs sowie etwa 1000 Balisen aufgebaut werden, das System bereits im Dezember 2009 betriebsbereit sein. Es war eines von fünf Projekten einer 2003 verabschiedeten ETCS-Migrationsstrategie, die bis 2009/2010 realisiert werden sollten.
ETCS sollte zunächst parallel zu den vorhandenen Zugbeeinflussungssystemen (LZB und PZB) eingesetzt werden. Dabei sollte erstmals unter ETCS Level 2 fahrplanmäßig eine Geschwindigkeit von 300 km/h erreicht werden. Die Deutsche Bahn rechnete 2011 mit der ETCS-Ausrüstung der Strecke im Jahr 2017. Dieses und weitere ETCS-Projekte wurden auf Wunsch der Bundesregierung zu Gunsten des Verkehrsprojekts Deutsche Einheit Nr. 8 und des Güterverkehrskorridors A zurückgestellt. Die Planung befindet sich in Überarbeitung (Stand: 2014). Aufgrund fehlender Elektronischer Stellwerke soll der Abschnitt zwischen Ingolstadt Nord und Reichertshausen erst später mit ETCS ausgerüstet werden.

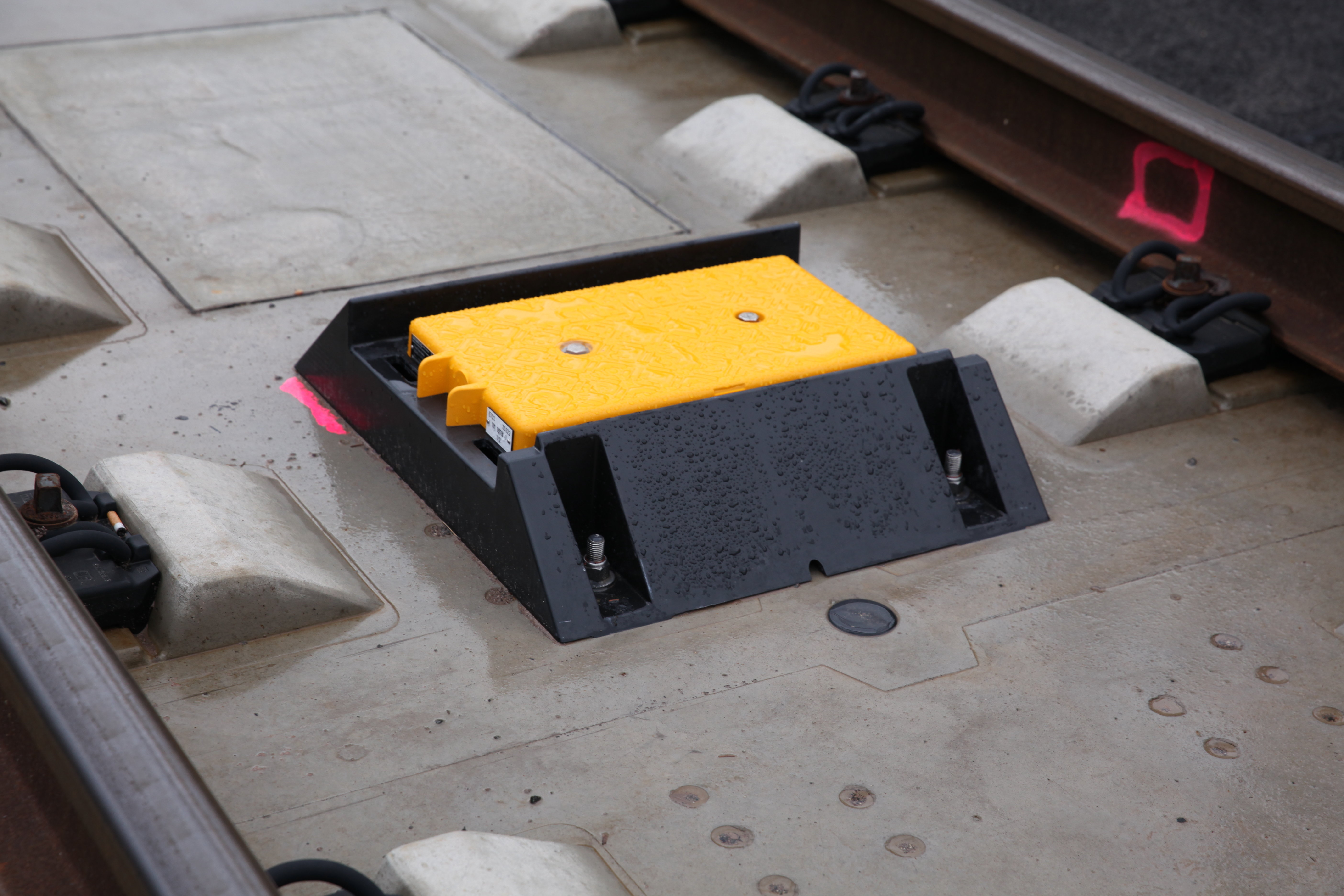
Eurobalise mit speziellem Balisenbefestigungssystem auf der 2015 eröffneten Neubaustrecke Ebensfeld–Erfurt

In den Wintern 2010/2011 und 2011/2012 wurden auf der Strecke durch Eisabwurf vom Unterboden vorbeifahrender Fahrzeuge mehrere Eurobalisen beschädigt, vereinzelt teilweise abgerissen. Daraufhin stellte die Deutsche Bahn Anforderungen an die Befestigung von Balisen auf. Daneben stand 2012 ein notwendiges Regelwerk noch aus, die notwendige Dunkelschaltung von Signalen war noch nicht implementiert. In Vorbereitung auf die ETCS-Ausrüstung wurde die Schnellfahrstrecke durchgehend mit einem erhöhten GSM-R-Pegel geplant.
Die Heißläufer- und Festbremsortungsanlagen der Neubaustrecke wurden versetzt und dazu in Sperberslohe und Stammham neue ESTW-Modulstandorte sowie neue Signale errichtet. Der Auftrag wurde Ende 2014 für 7 Millionen Euro vergeben. Die Inbetriebnahme ist 2016 erfolgt.

## Sicherheitskonzept

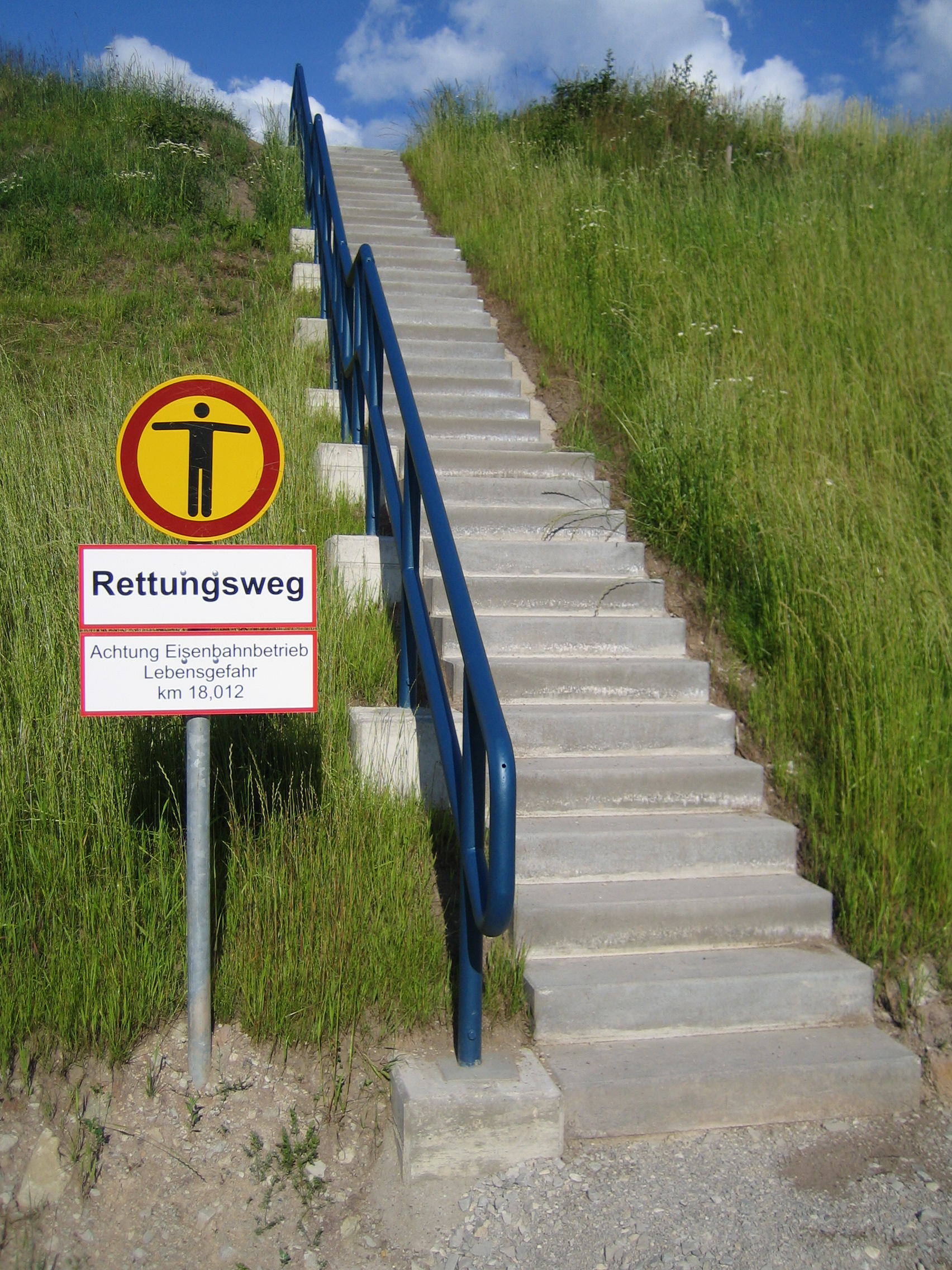
Fluchttreppe über einen Erdwall

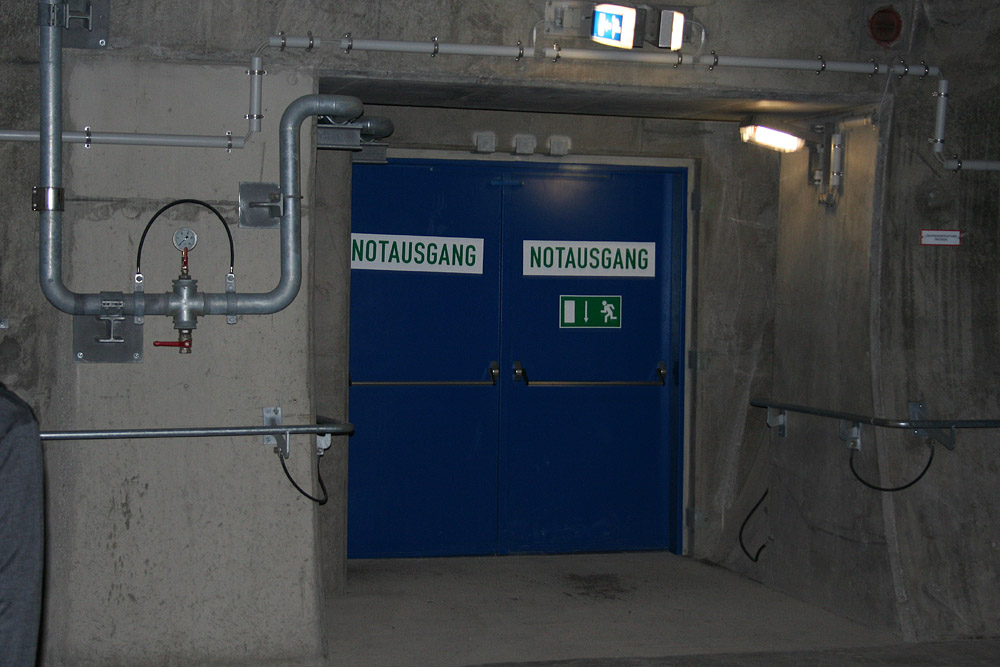
Notausgang aus dem Fahrtunnel

Ein sicherer Bahnbetrieb wird durch vielfältige Maßnahmen gewährleistet. Im Hochgeschwindigkeitsverkehr werden weitere Maßnahmen zur Unfallvermeidung getroffen, beispielsweise durch kontinuierliche Zugbeeinflussung, Schutzweichen und den Verzicht auf höhengleiche Bahnübergänge. Darauf aufbauend wurde das Sicherheitskonzept weiterentwickelt.
Besondere Sicherheitsauflagen resultieren dabei auch aus der Strecken-Höchstgeschwindigkeit von 300 km/h. Diese Abweichung von der gesetzlich zulässigen Höchstgeschwindigkeit von 250 km/h (§ 40 Nr. 2 S. 1 EBO) wird durch eine Ausnahmezulassung des Bundesverkehrsministeriums (nach § 3 Abs. 1 Nr. 1 EBO) ermöglicht, die mit besonderen Auflagen an die Sicherheit verbunden ist.
Ein besonderes Augenmerk richtet sich im Sicherheitskonzept auf die neun Tunnel der Strecke im Abschnitt zwischen den Bahnhöfen Allersberg und Ingolstadt Nord. Entsprechend der Tunnel-Richtlinie des Eisenbahn-Bundesamtes wurden alle Röhren, mit Ausnahme des Auditunnels, mit einer Längsneigung trassiert. Züge können dadurch notfalls auch ohne Antrieb selbstständig herausrollen, Rauch im Brandfall aufgrund des Kamineffekts besser abziehen.
Weitere Maßnahmen sollen die Selbstrettung erleichtern. So wurden alle Röhren mit einer Tunnel-Sicherheitsbeleuchtung ausgerüstet. Der Längsabstand der beidseitig angebrachten Lampen liegt bei 18 Metern, die Stromversorgung ist redundant aufgebaut. Darüber hinaus wurden Fluchtwege neben den Gleisen von wenigstens 1,60 Metern Breite errichtet. Handläufe, Richtungspfeile (Abstand: 25 Meter) und Zeichen (125 Meter) weisen darüber hinaus den Weg zu insgesamt 29 Notausgängen. Sie wurden im Abstand von maximal einem Kilometer errichtet und sind mit Schleusen und (teilweise) Sammelräumen ausgestattet. Von dort führen in den längeren Tunneln 25 (leicht geneigte) Stollen und 13 Schächte (über Wendeltreppen) ins Freie.
Zur Unterstützung der Fremdrettung wurden an den Tunnelportalen 1500 Quadratmeter große Rettungsplätze sowie Löschwasserbehälter von 96 Kubikmetern Volumen errichtet. Die Rettungsstollen (Gesamtlänge: 8,1 Kilometer) sind teilweise mit Straßenfahrzeugen befahrbar; die bis zu 49 Meter hohen Schächte (Gesamthöhe: rund 300 Meter) wurden ab einer Höhe von 30 Meter mit Aufzügen versehen. Im Tunnel stehen unter anderem eine trockene Löschwasserleitung, BOS-Funk, Notruffernsprecher und Energie-Entnahmestellen zur Verfügung. Auf Tunnel-Rettungszüge wurde verzichtet.

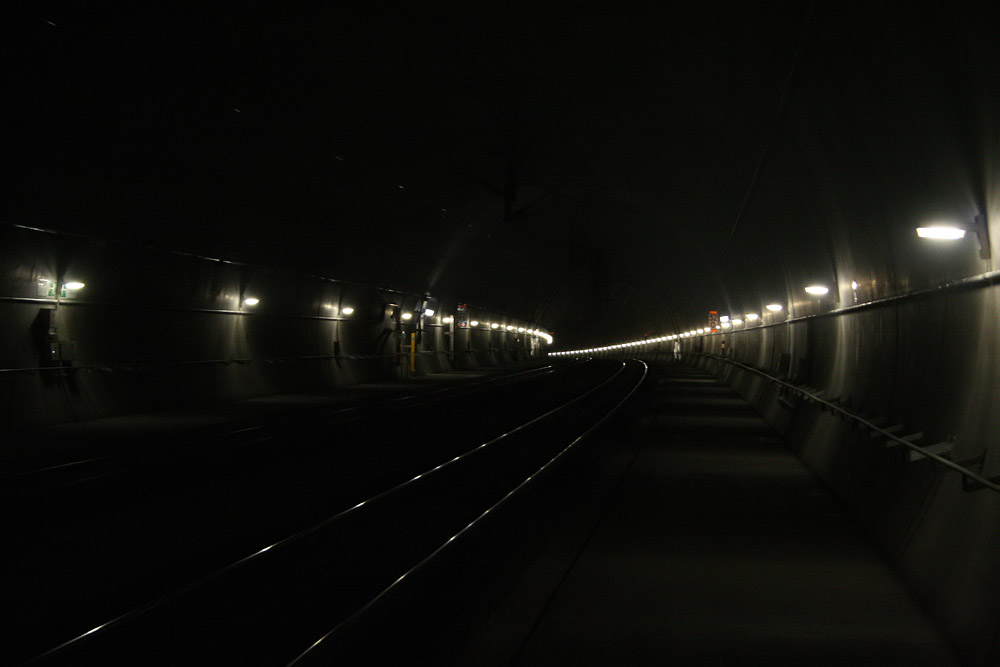
Sicherheitsbeleuchtung im Euerwangtunnel

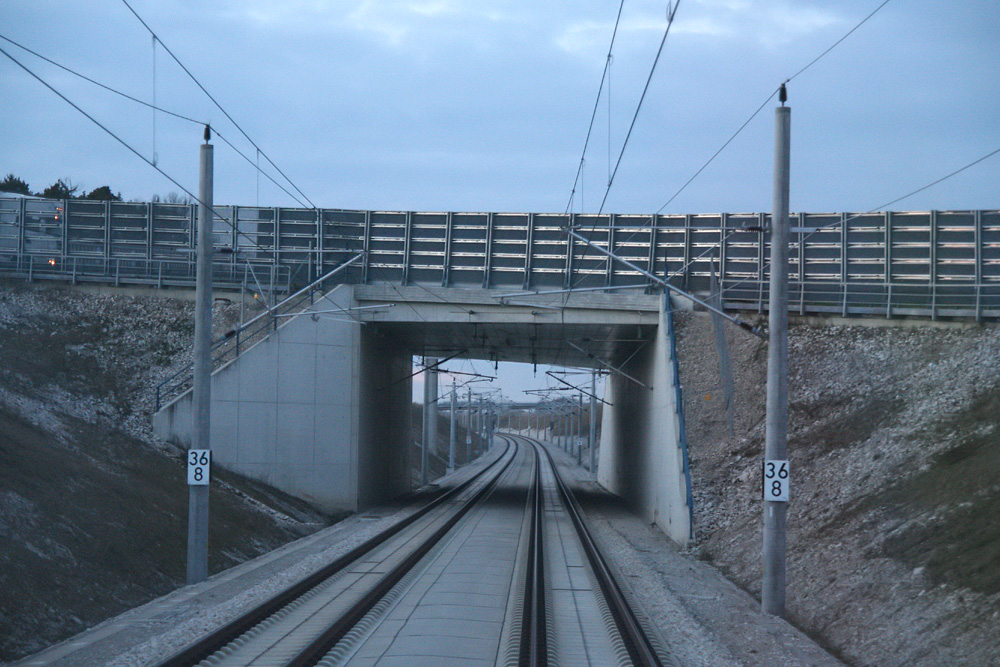
Autobahnzufahrt über der Strecke mit Ladungsabwurf-Rückhaltesystem

Im Rahmen des sogenannten Selbstrettungskonzeptes wird auf Schnellfahrstrecken eingesetztes Zugbegleitpersonal in Grundlagen der Brandbekämpfung, der Notbremsbedienung sowie Evakuierungen unterwiesen. Im April 2007 wurde darüber hinaus der Feuerwehr Kipfenberg eine Übungsanlage für Tunnelbrände übergeben. Erstmals an einer deutschen Schnellfahrstrecke können damit die zuständigen Feuerwehren auch außerhalb der (nur während der nächtlichen Sperrpause zur Verfügung stehenden) Fahrtunnel üben.
Obwohl die Strecke auch für leichte, schnelle Güterzüge trassiert wurde, ist ein Güterverkehr von der Deutschen Bahn AG nicht zugelassen. Die Tunnel dürfen darüber hinaus nur von Personenzügen befahren werden, die druckertüchtigt und mit Notbremsüberbrückung ausgestattet sind (die nicht unter diese Regelung fallende S5 verkehrt nur im tunnelfreien Nordabschnitt). Ferner muss die strukturelle Festigkeit 300 km/h schnellen Fahrzeugen (insbesondere in Tunneln) standhalten und Brandschutzstufe 2 (nach DIN 5510) erreicht werden. Toilettensysteme müssen geschlossen sein.
In den Bündelungsbereichen mit der A 9 waren besondere Vorkehrungen vor abkommenden Fahrzeugen zu treffen. Dort, wo Straße und Schiene besonders nah beieinander liegen, wurden Erdwälle von zwei bis drei Metern Höhe aufgeschüttet und verstärkte Schutzplanken installiert. An besonders kritischen Stellen sowie allen Überführungen der Autobahn-Anschlussstellen über die Strecke wurden zusätzlich Ladungsabwurfs-Rückhalte-Systeme (LARS) installiert – drei Meter hohe Stahlplanken zum Schutz vor herabfallenden Ladungsteilen auf die Strecke.
Soweit der Zugang nicht anderweitig gegeben ist (z. B. über die teils parallel führende Autobahn), wurden im Abstand von maximal tausend Metern entlang der Strecke Zugänge zu den Gleisen errichtet. Fahrzeuge können über Zufahrten bis wenigstens 200 Meter an die Gleisanlagen herangeführt werden. Bei einseitigen Zugängen wurden Wendemöglichkeiten errichtet. Über Erdwälle wurden dabei Treppen von 1,60 Meter Breite angelegt.
Insbesondere nach dem ICE-Unglück von Eschede (1998) wurden die Sicherheitsmaßnahmen deutlich verschärft – kurz vor dem Anstich wurde dabei sogar eine Zweiröhren-Lösung für einige Tunnel diskutiert. Zahlreiche Änderungen am Rettungskonzept führten zu erheblichen Mehrkosten.